# Guerre d'indépendance grecque
L'adoption du calendrier grégorien par la Grèce remonte au 16 février 1923 ; toutes les dates antérieures sont exprimées en ancien style.
Batailles
- Patras
- Alamana
- Gravia
- Valtetsi
- Doliana
- Drăgășani
- Tripolizza
- Péta
- Chios
- Dervénakia
- Nauplie
- Karpénissi
- Guerres civiles (en)
- Psará
- Maniaki (en)
- Sphactérie
- Missolonghi
- Arachova
- Phalère
- Navarin

La guerre d’indépendance grecque (1821-1829), ou révolution grecque (grec moderne : Ελληνική Επανάσταση του 1821), est le conflit à l'issue duquel les Grecs, finalement soutenus par les grandes puissances (France, Royaume-Uni, Russie), réussirent à faire reconnaître leur indépendance par l'Empire ottoman.
Le 25 mars 1821, les Grecs, définis d'abord en tant que chrétiens orthodoxes, se révoltèrent face à la domination de l'Empire ottoman. Cette révolte réussit, et l'indépendance de fait fut proclamée lors de l'Assemblée nationale d'Épidaure le 1er janvier 1822. Cette indépendance a été reconnue par Haïti, qui envoya 25 tonnes de café afin que les Grecs achètent des armes et 100 soldats. L'opinion publique européenne était assez favorable au mouvement, à l'image des philhellènes. Cependant, aucun gouvernement ne bougea à cause du poids politique et diplomatique de la Sainte-Alliance, et particulièrement de l'Autriche de Metternich, partisan acharné de l'ordre, de l'équilibre et du principe de légitimité instauré par le congrès de Vienne. Des Grecs vivant hors de l’Empire ottoman, comme des habitants des Îles Ioniennes tels que Ioánnis Kapodístrias, et des membres de l'élite grecque de Constantinople et des principautés danubiennes, les Phanariotes, apportèrent dès le début leur aide aux insurgés.
Pendant deux ans, les Grecs multiplièrent les victoires. Cependant, ils commencèrent très vite à se déchirer, divisés entre « politiques » et « militaires ». La Sublime Porte appela en 1824 à l'aide son puissant vassal égyptien Méhémet Ali. Pour les Grecs, les défaites et les massacres se succédèrent. Cependant, les Russes souhaitaient de plus en plus ardemment intervenir, par solidarité orthodoxe mais aussi parce qu'ils avaient leur propre ordre du jour géostratégique. Les Britanniques, quant à eux, désiraient au départ limiter l'influence russe dans la région mais finirent par s'allier avec la Russie. Une expédition navale de démonstration fut suggérée lors du traité de Londres de 1827. Une flotte conjointe russe, française et britannique rencontra et détruisit, sans l'avoir vraiment cherché, la flotte turco-égyptienne lors de la bataille de Navarin. La France intervint par l'expédition française en Morée (Péloponnèse) en 1828. La Russie déclara la guerre aux Ottomans la même année. Sa victoire fut entérinée par le traité d'Andrinople, en 1829, qui augmentait son influence régionale.
Ces interventions européennes précipitèrent la création de l'État grec. La conférence de Londres (1830), où se réunirent des représentants britanniques, français et russes, permit en effet l'affirmation de l'indépendance grecque que la Prusse et l'Autriche autorisèrent. La France, la Russie et le Royaume-Uni gardèrent ensuite une notable influence sur le jeune royaume.

## Grèce ottomane

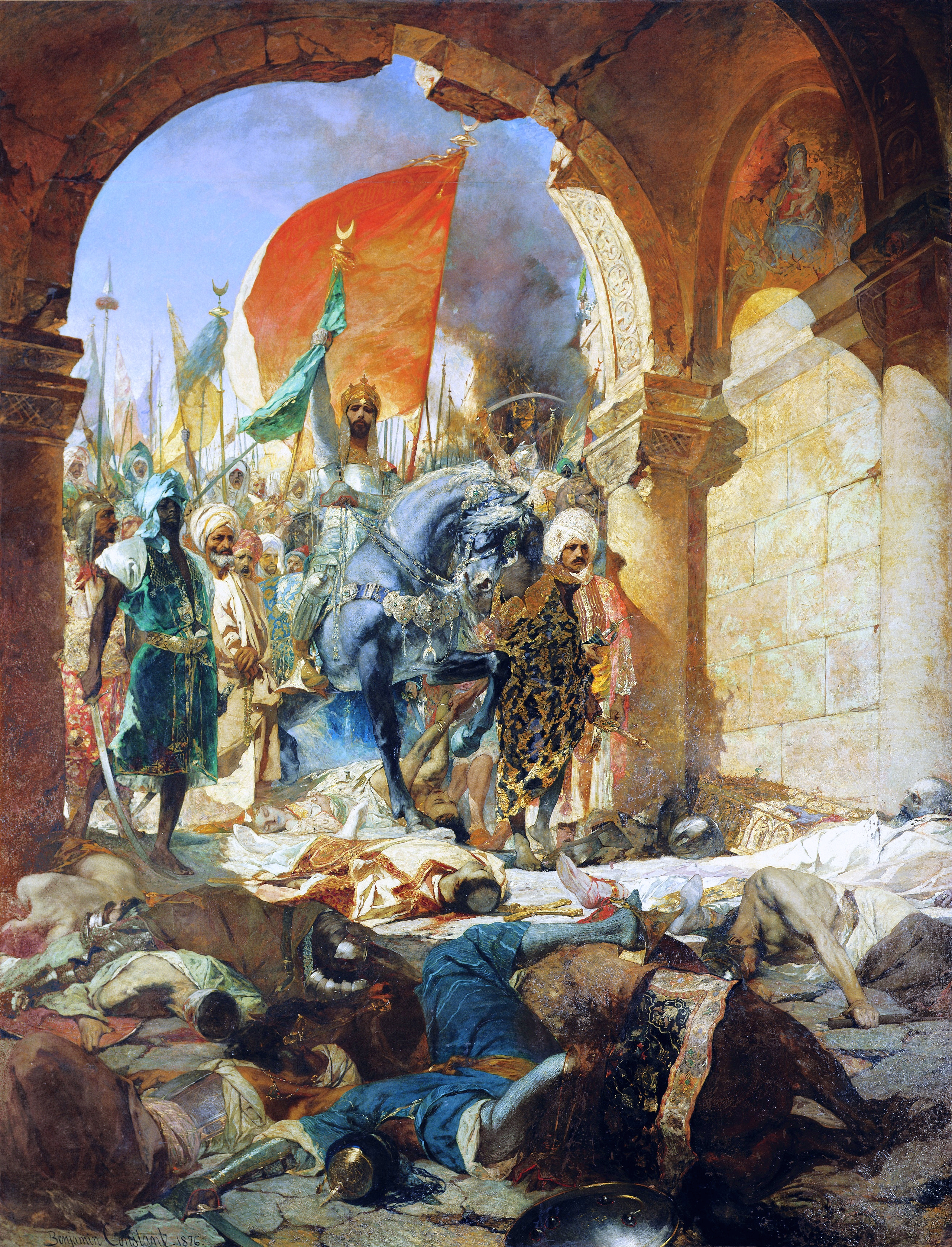
L'entrée de Mehmet II dans Constantinople.
Jean-Joseph Benjamin-Constant 1876.

La bataille de Manzikert (1071) marqua le début réel de la conquête des territoires helléniques (au sens large) par les peuples turcs. Les Seldjoukides puis les Ottomans s'avancèrent de plus en plus loin. En 1354, ces derniers prirent pied en Europe avec la conquête de Gallipoli. Les premières incursions dans la Grèce actuelle se déroulèrent à la fin du XIVe et au début du XVe siècle. Thessalonique fut définitivement conquise sur les Vénitiens en 1430 ; Ioannina fut prise la même année ; Constantinople tomba le 29 mai 1453 ; Athènes en 1456 ; le Péloponnèse et la Béotie furent soumis par Mehmed II en 1460 ; Lesbos fut prise en 1462 ; Samos en 1475 ; Rhodes en 1522 ; les Cyclades et Chios entre 1537 et 1566 et la Crète fut conquise en 1669,. L'Empire ottoman continua en parallèle à avancer vers le nord-ouest jusqu'à atteindre Vienne en 1529 et 1683.
La présence ottomane variait géographiquement en fonction de l'éloignement de la capitale et des axes de communication ainsi qu'en fonction du relief. Elle était plus forte dans les plaines que dans les montagnes ou les îles montagneuses. La loi ottomane ne reconnaissait que deux types d'hommes : les croyants (les musulmans) et les infidèles. Ces derniers n'avaient pas le droit de porter les armes et devaient donc « racheter » leur service militaire en payant une capitation : l’haraç. Ils étaient aussi soumis à diverses autres interdictions. Le système de la pédomazoma (tribut des enfants pour en faire des janissaires) avait en revanche disparu assez rapidement pour s'éteindre définitivement au début du XVIIIe siècle. Il y eut un certain nombre de conversions, principalement pour des raisons économiques, forcées ou non, mais le pouvoir ottoman ne les encourageait pas, y voyant une perte potentielle de revenus. L'Empire ottoman était organisé autour du système des millets. Le millet-i Rum englobait l'intégralité des chrétiens orthodoxes dont les principaux étaient les Grecs. Le patriarche de Constantinople était à sa tête en tant que millet bashi. De fait, le sultan gouvernait les Grecs par l'intermédiaire de l'Église orthodoxe. Cela eut pour premier effet de faire naître une méfiance des populations grecques vis-à-vis de leurs ecclésiastiques, soupçonnés d'être des « collaborateurs ». En parallèle, l'Église constituait aussi le symbole et le principal noyau identitaire de la continuité de l'existence de la « nation grecque ».
Dans la théorie, terres et hommes appartenaient à Dieu, donc à son représentant sur terre, le Calife, en l'occurrence alors le Sultan ottoman. En étaient exclus les terres religieuses, donc en Grèce les biens des monastères. Le sultan « louait » une partie des terres à la population locale, en échange d'un loyer rapidement confondu avec l’haraç. C'était un moyen de conserver leurs biens aux propriétaires d'avant la conquête quand ils s'étaient soumis. Le reste était réparti entre apanages pour les proches du Sultan (comme pour la sultane validé par exemple) et timars (sorte de fief militaire) servant à l'entretien des sipahis. Tous faisaient exploiter les terres par les paysans locaux et n'apparaissaient souvent que pour le prélèvement du loyer et des impôts. Peu à peu, ces biens fonciers se privatisèrent, dépendant de moins en moins du Sultan et de plus en plus du propriétaire qui les transformait en ce qui fut appelé tchiflik (grande propriété).
Il en fut de même pour l'administration ottomane qui se dégrada au fil du temps. Au départ, le système des beyliks, sandjaks et pachaliks était une organisation militaire de l'Empire en lien avec les timars. Ces postes de gouverneurs furent peu à peu mis aux enchères tels des offices. Les acheteurs, engagés dans la politique de la capitale, se rendaient rarement dans leur gouvernement, laissant aux soins de représentants locaux (type voïvode ou agha) de récupérer les sommes investies, via un fermage des impôts. Certains cependant voyaient dans leur gouvernement local le moyen de se constituer un « État » personnel face à un pouvoir central en déclin. De nombreuses exceptions existaient : des communautés grecques échappaient au système complètement (les agrapha, littéralement « non inscrites », des montagnes) ou partiellement soit en ayant racheté les impôts soit en ayant obtenu (comme dans les Cyclades) le droit d'avoir une administration propre répartissant les impôts,.

## Déclin de la puissance ottomane
À partir du XVIIIe siècle, le système mis en place par les Ottomans s'essouffla. L'administration était de plus en plus inefficace, le pouvoir du Sultan faiblissait au profit de petits gouverneurs provinciaux. L'armée, qui avait par son fonctionnement et sa puissance permis l'édification de l'empire, était totalement dépassée. L'Empire ottoman n'était non seulement plus invincible, mais il semblait de plus en plus faible. Ses sujets entrevoyaient un espoir de changement et ses ennemis ouvraient la « Question d'Orient ».

### Mécontentement populaire

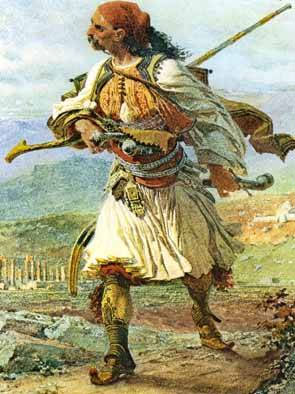
Représentation d'un klephte.

Avec le délitement du pouvoir central, les exactions des seigneurs locaux s'accentuèrent. Principalement, la pression fiscale se fit plus lourde à cause de l'affermage des impôts. C'était aussi bien le cas dans les zones gouvernées directement par les Ottomans que dans les communautés où les potentats grecs dominaient. Cette situation, et la vague d'instabilité et d'insécurité qui l'accompagnait, explique en partie la dernière grande vague de conversions à l'Islam dans la seconde moitié du XVIIIe siècle, principalement dans les plaines de Grèce du nord. Au poids réel des impôts s'ajoutait une raison morale. On continuait à souffrir moralement de la pédomazoma bien qu'elle ait disparu en pratique depuis le début du siècle. Cela joua un rôle dans l'état d'esprit des populations.
L'un des réflexes très anciens de résistance était la fuite : fuite vers les montagnes agrapha ou vers l'étranger. Pour survivre dans les montagnes, hormis l'élevage et des cultures précaires, un des moyens était le brigandage. Une partie des hommes se faisait donc klephte (les premiers attestés remontent au XVIe siècle). Considérés au départ comme des bandits de grand chemin, ils finirent, surtout dans la vision romantique occidentale, par acquérir une aura de combattants de la liberté. Ils s'attaquaient principalement aux Ottomans, mais aussi aux riches à leur service. Pour lutter contre les bandes de klephtes, le pouvoir ottoman (central ou local) avait recours aux armatoles. Très clairement, le gouverneur embauchait une bande de klephtes qui devenaient armatoles, luttaient un temps contre les autres klephtes dans un semblant de maintien de l'ordre et redevenaient ensuite klephtes, quand le pouvoir ottoman ne payait plus. La tactique de combat des klephtes, dite klephtopolémos, était la guérilla : coups de main rapides en profitant d'un terrain favorable, comme les défilés de montagnes. Les klephtes développèrent un sentiment d'appartenance à un groupe : d'abord la bande et le territoire qu'elle contrôlait, mais ensuite sentiment de différences par rapport aux Turcs ou (dans l'ouest de la péninsule) aux Italiens. Il y avait là une base pour la naissance d'un sentiment national grec,.

### Lumières et esprit national
Les Grecs émigrés et les marchands se trouvèrent à partir du milieu du XVIIIe siècle en contact avec les idées des Lumières qui florissaient en Occident et qui se concrétisèrent dans la révolution américaine puis la Révolution française. Ils se constituaient aussi peu à peu en classe bourgeoise, vecteur des idées des Lumières et des révolutions. Les ouvrages et les idées se diffusèrent peu à peu sur le territoire grec,.

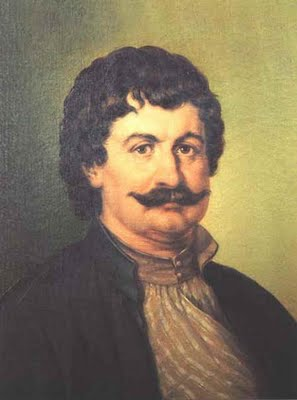
Rigas Feraios.

Rigas (dit Rigas Vélestinlis ou Rigas Féréos), né en 1757 et exécuté en 1798, fut le symbole et le principal artisan de ce phénomène. Issu d'une famille aisée, il fit des études qui lui permirent d'entrer au service des hospodars grecs de Valachie (Alexandre Ypsilántis puis Nikólaos Mavrogénis). Il s'installa ensuite à Vienne en 1796. Influencé par les idées de la Révolution française, il multiplia les écrits politiques au service de la démocratie, de la liberté et de l'indépendance des populations balkaniques opprimées par les Ottomans, comme son Thourios ou sa Nouvelle constitution politique,. Rigas désirait que sa nation prît les armes et se soulevât contre l'Empire ottoman. Pour l'y amener, il entreprit d'abord de redonner confiance aux Grecs, puis de leur faire accepter de sacrifier leur vie pour la liberté. Dans toute son œuvre, il insista sur le lien et la continuité entre la Grèce antique et la Grèce moderne. Il expliqua à ses contemporains l'héritage que leur avaient laissé leurs ancêtres : les anciennes cités grecques, la puissance économique et politique et la bravoure, comme dans sa traduction en grec des Voyages du jeune Anacharsis en Grèce de Jean-Jacques Barthélemy ou dans sa Carte de Grèce pour accompagner cet ouvrage. Son Thourios (Chant de guerre) commence par l'évocation de la situation de toutes les populations opprimées par le pouvoir arbitraire de l'Empire ottoman. Il ne s'adressait pas en effet qu'aux seuls Grecs, mais à l'ensemble des peuples balkaniques soumis au Sultan qui, selon lui, n'était plus imbattable. Il insistait sur la nécessaire tolérance religieuse pour unir tous les opprimés, musulmans inclus. Il s'adressait aussi aux Grecs de la diaspora, leur demandant de revenir se battre pour la liberté de leur patrie. Il rappelait enfin, à son habitude, les actions passées des ancêtres. La Nouvelle Administration Politique (projet de constitution) de Rigas s'inspirait très largement de la constitution française de 1793. Elle commence par une Déclaration des Droits de l'Homme de 35 articles, inspirée de la Déclaration des droits de l'homme et du citoyen de 1789. Elle devait s'appliquer à une république démocratique fonctionnant avec un scrutin proportionnel. Le texte affirmait l'égalité des citoyens devant la loi ; la liberté individuelle et nationale ; la liberté d'expression, de conscience, de religion, de réunion ; l'abolition de l'esclavage ; le respect de la propriété ; l'interdiction de l'usure ; la nécessaire résistance à la violence et à l'injustice. L'obligation scolaire, pour les garçons et les filles, y était prévue, ainsi que l'égalité homme-femme et le service militaire obligatoire pour les deux sexes. Rigas rendait aussi obligatoire la participation à la vie politique,.

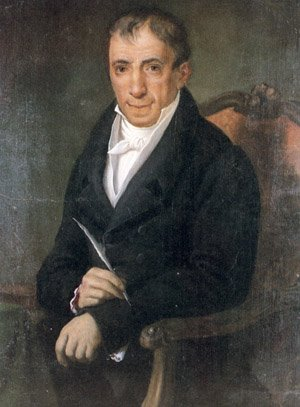
Adamántios Koraïs.

Rigas ne fut pas seul à chercher à réveiller le sentiment national grec. D'autres savants et érudits y travaillaient alors à la même époque, l'un des plus célèbres fut Adamántios Koraïs. Sans sa disparition (et peut-être son Thourios), Rigas aurait été classé parmi les nombreux, et quelque peu oubliés, « Maîtres de la Nation », comme ils furent appelés plus tard. Son œuvre est en effet caractéristique d'un érudit des Lumières : issue d'une vaste culture encyclopédique mais marquée par le romanesque et bercée par des illusions.
Adamántios Koraïs, né à Smyrne en 1748 et mort à Paris en 1833, était médecin et érudit. Il entreprit d'éditer les œuvres de la littérature grecque antique, en accompagnant le texte original en grec ancien de préfaces écrites dans une version démotique épurée du grec moderne dans lesquelles il aborde des questions politiques et philologiques ayant joué un rôle dans la question linguistique grecque. Il admirait la révolution américaine et la révolution française. Il fut le témoin direct de celle-ci. Malgré les excès de la Terreur qu'il désapprouvait, il continuait d'admirer les réalisations du peuple français. Il considérait que les Français avaient réussi toutes ces grandes choses grâce à l'éducation. Son but était donc d'éduquer les Grecs pour leur permettre de s'émanciper de la tutelle des Turcs que lui-même détestait. Il plaçait la majeure partie de ses espoirs en la France mais se méfiait du Royaume-Uni et de la Russie,.

### Influence de la Russie

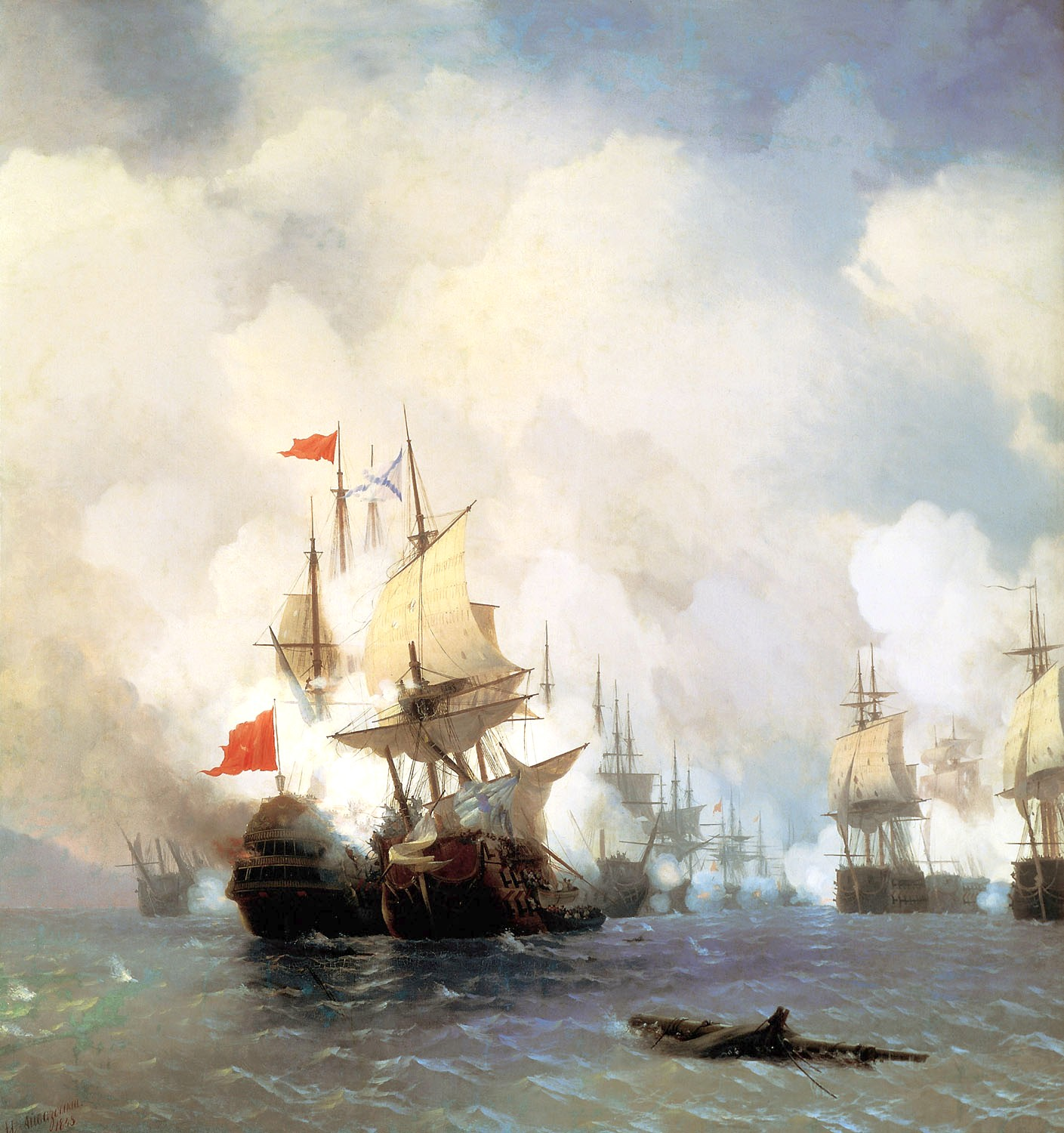
La bataille de Chesmé lors de la révolution d'Orloff.

Catherine II de Russie avait fait le même rêve grec que Pierre le Grand. Elle ne désirait pas seulement étendre l'influence russe plus au sud, à la recherche d'une mer libre (qui ne gèlerait pas l'hiver comme les autres mers russes). Elle souhaitait remplacer l'Empire ottoman par un « empire des Balkans », protégé par la Russie, voire gouverné par un Russe. Un de ses petits-fils avait été prénommé Constantin, en hommage au dernier empereur byzantin Constantin XI Paléologue dont il aurait pu prendre la suite. Catherine, afin d'atteindre ce but, déploya toute une rhétorique dans les Balkans et en Grèce, affirmant par exemple les « droits historiques » de l'hellénisme à diriger la région. Ses envoyés prirent aussi de nombreux contacts avec les notables, les ecclésiastiques et les chefs des klephtes en Grèce,.
L'intervention russe fut aussi plus directe avec la guerre russo-turque de 1768-1774. Le signal de la révolte fut alors donné dans le Péloponnèse en 1769. Ce fut la « révolution d'Orloff ». Une flotte de sept navires russes commandée par les frères Féodor et Alexis Orloff intervint en Égée et remporta la bataille de Tchesmé. Mais le contingent se révéla insuffisant, tout comme l'aide aux insurgés grecs. Quelques régions (Péloponnèse, Cyclades) furent un temps libérées des Ottomans. Cependant, l'objectif de Catherine II atteint au nord, les Russes se retirèrent. Le pouvoir ottoman envoya des bandes d'armatoles albanais reconquérir le Péloponnèse qui fut ravagé pendant une dizaine d'années.
Le traité de Kutchuk-Kaïnardji de 1774 avait fait du tsar de Russie le protecteur des orthodoxes (et donc des Grecs) dans l'Empire ottoman, ce qui lui donnait une possibilité légale d'intervention du côté des Grecs. Le traité avait été complété en 1779 par un nouvel accord puis par une convention commerciale en 1783. Les Grecs pouvaient naviguer en mer Noire et Méditerranée sous pavillon russe. Ils pouvaient aussi installer des maisons de commerce en Russie, dont en Crimée. En 1819, sur le millier de navires « russes » de Méditerranée, la moitié étaient grecs. Très vite, des familles s'enrichirent du commerce et des îles pauvres jusque-là acquirent de l'importance : Hydra, Spetses, Psará, Kassos, Mykonos, etc. Ce dynamisme accentua les contacts avec les idées occidentales et avec la Russie tout en augmentant numériquement la classe bourgeoise.

### Filikí Etería

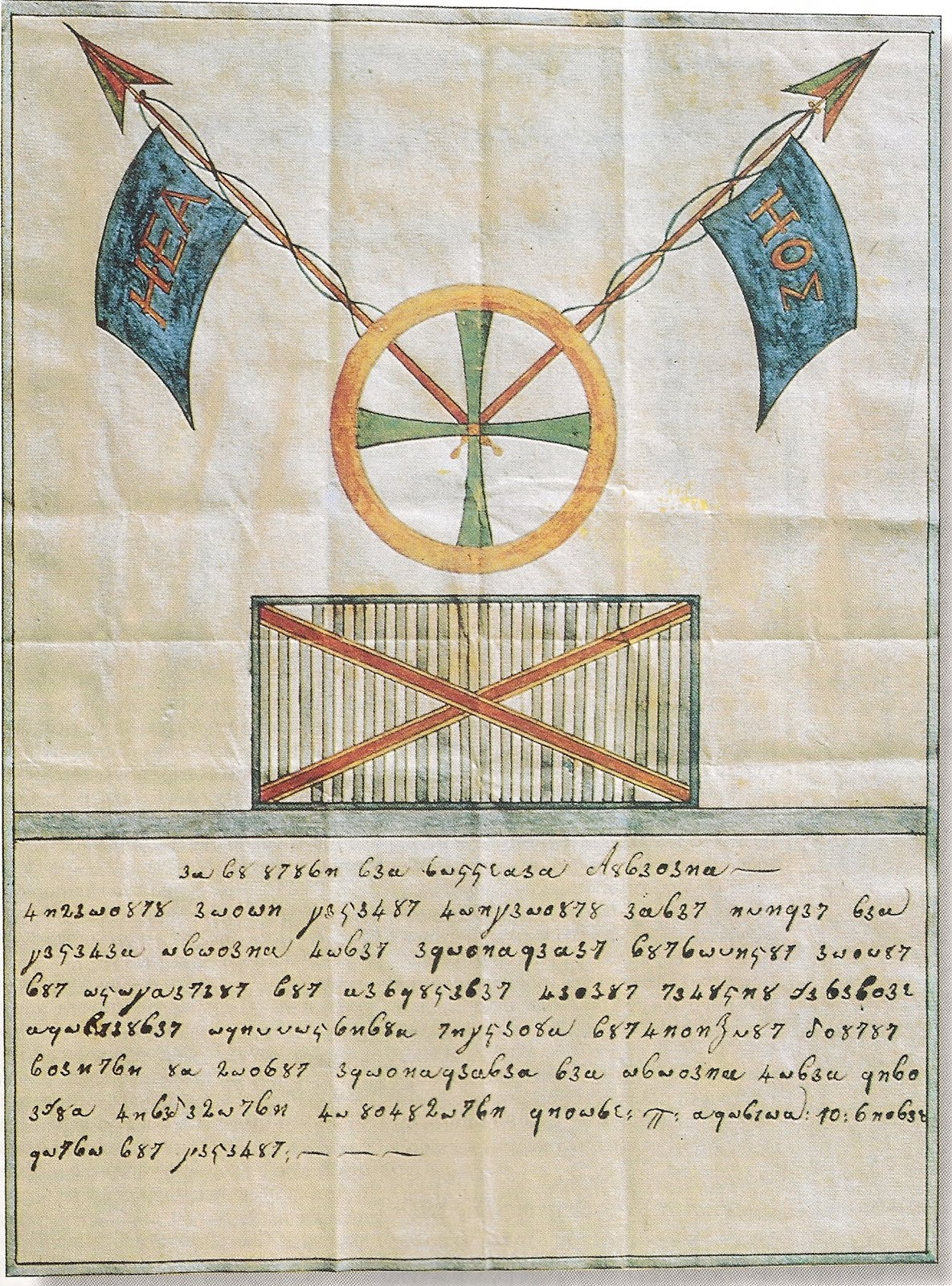
Emblème de la Filikí Etería.
Les drapeaux portent l'abréviation de la devise de la société, qui est aussi aujourd'hui la devise de la Grèce : «», « La liberté ou la mort ».

Le 14 septembre 1814, à Odessa, trois membres de cette classe marchande bourgeoise grecque en Russie, Nikólaos Skoufás, Athanásios Tsakálof et Emmanuel Xánthos, créèrent la Filikí Etería, sur le modèle de la franc-maçonnerie. Elle connut des débuts laborieux, puis un fort développement après 1818 grâce, par exemple, à Anagnostarás. Elle recruta dans toute la Grèce et dans toute la diaspora. En 1819, la Filikí Etería avait 452 membres : 44 % appartenaient à la classe marchande et 41 % à la bureaucratie ou l'intelligentsia. Trente-six de ces membres venaient de Russie, 25 des principautés danubiennes de Moldavie et Valachie, 62 de Constantinople, 125 du Péloponnèse, 25 des îles de l'Égée et 41 des îles Ioniennes. Les membres furent dans les premières années de jeunes hommes dont la proportion diminua. En 1818, plus de 70 % avaient moins de 40 ans. En 1819, ils représentaient moins de la moitié.
La Filikí Etería demanda à Ioánnis Kapodístrias de prendre sa tête. Issu d'une riche famille corfiote, rédacteur de la constitution de la république autonome des Sept-Îles et membre de son gouvernement, il s'était fait remarquer lors de l'occupation russe de l'archipel et était entré dans la diplomatie russe jusqu'à devenir ministre à Saint-Pétersbourg, associé avec Nesselrode. Mais Kapodístrias refusa en janvier 1820. La direction fut alors proposée à un autre Grec au service du tsar, Alexandre Ypsilántis. L'idée était de coordonner une insurrection entre les provinces danubiennes au nord et le Péloponnèse au sud.

### Phanariotes
Parmi les membres de la Filikí Etería, on comptait des Phanariotes, c'est-à-dire des Grecs orthodoxes originaires du quartier du Phanar à Constantinople. Ils constituaient la majeure partie des hauts fonctionnaires ottomans d'origine grecque. En effet, depuis le XVIIe siècle, le sultan n'avait pas hésité à en prendre à son service. Il y avait à cela deux raisons : l'administration ottomane était en partie héritée de l'administration byzantine, des Grecs étaient donc bien placés pour la faire fonctionner ; les Phanariotes étaient riches et pouvaient acheter les charges administratives. Au XVIIIe siècle, des Phanariotes furent nommés à la tête des principautés danubiennes (vassales de l'Empire ottoman) de Moldavie et Valachie, avec respectivement pour capitale Jassy et Bucarest. Là, jouissant de l'autonomie de ces principautés vis-à-vis de la Sublime Porte, leurs cours « princières » devinrent des centres d’intense activité intellectuelle, très influencée par la France de l'Encyclopédie. Notables de haut rang, ils restaient cependant plus réformistes que révolutionnaires,.

## Le soulèvement d'Ali Pacha

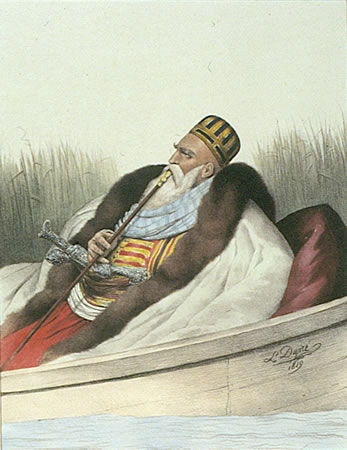
Ali Pacha de Janina d'après Louis Dupré (1825).

Des contacts avaient eu lieu entre la Filikí Etería et Ali Pacha de Janina. Ce chef de clan d'origine albanaise né dans les années 1740 commença sa carrière comme klephte et armatole. Il avait réussi à se tailler un domaine plus ou moins autonome au nord-ouest de l'Empire ottoman, autour de Berat, Delvino, Prévéza et Janina (Ioannina). Il désirait se rendre totalement indépendant de la souveraineté du Sultan. Il se chercha alors des alliés pour rompre avec la Porte. Il se rapprocha donc de l'Etería et espérait ainsi gagner l'amitié de la Russie, puisque l'Etería se disait soutenue par l'Empire tsariste. Sur le conseil de Germanos de Patras, celle-ci aurait par ailleurs décidé de se rapprocher du pacha de Janina.
Cependant, Ali Pacha, dans le même temps, essaya d'assassiner un de ses ennemis politiques, Ismaël Pacha, à Constantinople. L'échec entraîna la rupture entre Ali Pacha et la Porte. Le 23 mars 1820, il annonça ouvertement qu'il se faisait le libérateur des Grecs et reçut en échange l'assurance du soutien de l'Hétairie. Le Sultan envoya d'abord Ismaël Pacha, puis Khursit Pacha, le gouverneur du Péloponnèse, à la tête de milliers d'hommes pris dans les différentes provinces de l'Empire ottoman pour écraser son sujet rebelle. Des pallikares grecs, commandés par des membres de l'Etería, comme Odysséas Androútsos, combattirent dans le camp d'Ali Pacha. Cette mobilisation des troupes ottomanes en Épire servit aussi les vues de l'Hétairie : les autres provinces étaient découvertes ; les combats pour la libération pourraient y être plus faciles. Cependant, en janvier 1821, Ali Pacha, qui tentait un retour en grâce auprès du sultan, dénonça l'Hétairie et ses membres dans des lettres qu'il envoya à Constantinople. Cette trahison fut un des nombreux éléments qui informèrent la Porte de ce qui se tramait, obligeant l'Hétairie à accélérer le cours des événements. Malgré tout, les troupes ottomanes restèrent concentrées autour de Ioannina, laissant le champ libre dans les autres provinces. L'armée de Khursit Pacha, le gouverneur du Péloponnèse, fit le siège de Ioannina, puis du palais d'Ali Pacha jusqu'en janvier 1822.

## La guerre dans les principautés de Moldavie et Valachie

### Objectifs
Le 7 octobre 1820 (19 octobre dans le calendrier grégorien), une réunion de la Filikí Etería eut lieu à Izmail en Moldavie russe, à l'initiative de Papaphléssas. On proposa à Ypsilántis d'attaquer par les principautés danubiennes de Moldavie et Valachie que les hétairistes considéraient comme une autre Grèce, car les Roumains étaient orthodoxes et leurs dirigeants, les hospodars vassaux de la Porte, étaient des Phanariotes, donc potentiellement favorables à la cause grecque. L'hospodar phanariote de Moldavie, Michel Soútsos, était même membre de l'Hétairie et favorable au soulèvement. Leur administration, où les Grecs étaient fort influents, était en grande partie déjà affiliée à l'Hétairie, tout comme la bourgeoisie, elle aussi en partie grecque. De plus, ces régions n'avaient pas de troupes turques permanentes sur leur territoire, car ce n'étaient pas des provinces de l'Empire ottoman mais des principautés chrétiennes vassales, que la Russie, qui avait déjà annexé la moitié de la Moldavie huit ans auparavant, convoitait depuis longtemps. Les traités entre l'Empire russe et l'Empire ottoman avaient d'ailleurs interdit à la Sublime Porte d'envoyer des troupes dans les principautés roumaines sans l'accord de Saint-Pétersbourg. Y déclencher l'insurrection ne pourrait que satisfaire le Tsar et gagner son soutien définitif. Enfin, la majeure partie des forces turques des Balkans était mobilisée contre le pacha rebelle Ali de Janina.

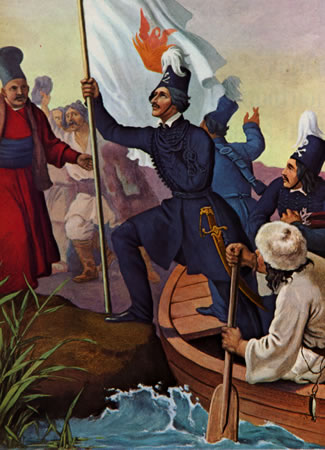
Alexandre Ypsilántis passe le Prut (Peter von Hess).

Fin janvier 1821, deux des agents d'Ypsilántis, porteurs de lettres concernant l'insurrection signées de sa main, furent capturés en Serbie et à Thessalonique. Il risquait d'être rappelé par le Tsar Alexandre Ier. Il fallait précipiter les événements. Le 16 février 1821 (28 février dans le calendrier grégorien), à Chişinău, Ypsilántis fixa la date définitive de l'insurrection au 25 mars pour la Grèce même et franchit le Prut le 22 février (julien), déclenchant par là même l'insurrection dans les principautés danubiennes.

### Échec
La veille de l'entrée d'Ypsilántis dans les principautés roumaines, à Galaţi, Vasílios Karaviás, principal membre local de l'Hétairie, réunit les autres membres et ses fidèles. Il leur annonça que le déclenchement de l'insurrection était proche et qu'il fallait prendre la petite garnison ottomane (des mercenaires albanais orthodoxes, dits « Arvanites ») par surprise. Celle-ci fut immédiatement neutralisée. Ensuite, Karaviás qui y vit un moyen de s'enrichir, ordonna aux hétairistes de massacrer les marchands turcs de la ville et de s'emparer de leurs biens. Karaviás devint ensuite l'un des deux commandants de bataillon des troupes d'Ypsilántis. De même, lorsque, le 6 mars, Jassy, la capitale de la Moldavie, se rallia à l'insurrection, Ypsilántis qui avait grand besoin de fonds pour payer ses troupes, leva un « impôt révolutionnaire » sur les plus riches citoyens et extorqua d'importantes sommes à un banquier grec de la ville, prétextant qu'il avait dissimulé (peut-être volontairement) des sommes destinées à l'Hétairie,. Le 14 mars, il quitta Jassy à la tête d'environ 1 600 hommes dont 800 cavaliers, la plupart volontaires hétairistes. La troupe marcha vers le Sud sur la Valachie. En route, les volontaires hétairistes se livrèrent à de nombreux pillages (la troupe avait décidé de vivre sur le pays) qui les déconsidérèrent auprès des Roumains qui, petit à petit, se mirent à craindre leur arrivée.
En mars, le tsar et Kapodístrias depuis le congrès de Laybach condamnaient le déclenchement de l'insurrection grecque, puis Alexandre Ier chassa Ypsilántis de son armée et lui interdit de remettre le pied sur le territoire russe. Au même moment, le patriarche de Constantinople Grigorios lança un anathème contre l'Hétairie qui mettait en danger l'Église orthodoxe. Si ces coups qui frappaient le mouvement ne découragèrent pas Ypsilántis, sa cause en souffrit. Il fut abandonné par une partie de ses troupes, ainsi que par Michel Soútsos qui s'enfuit en Russie. Il s'installa le 16 avril à Târgovişte avec un peu plus de 600 hommes, auxquels se joignirent les 3 900 « pandoures » roumains de Tudor Vladimirescu. Parmi ses 600 Hétairistes, Ypsilántis organisa les plus jeunes et les plus ardents en un bataillon sacré vêtu de noir avec comme emblème une tête de mort et deux os en croix au-dessus de la devise La Liberté ou la Mort,.

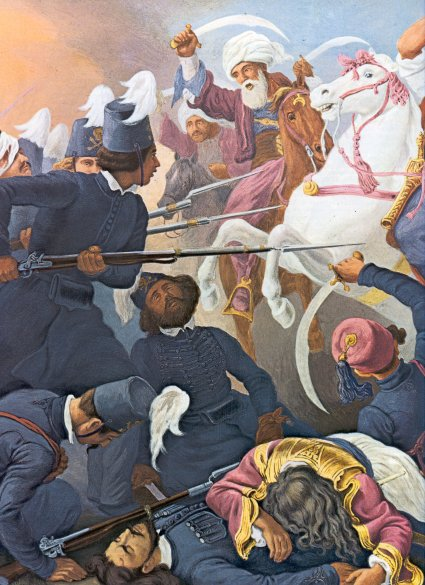
Le bataillon sacré à la bataille de Drăgăşani (Peter von Hess).

Tudor Vladimirescu avait profité de l'entrée d'Ypsilántis dans les provinces danubiennes pour déclencher une révolte nationale roumaine, plus ou moins coordonnée avec la tentative grecque. Mais Vladimirescu réalisa ses objectifs sans attendre la troupe d'Ypsilantis et prit Bucarest, où il détrôna le voïvode conservateur Scarlat Callimachi et proclama la république, alors qu'Ypsilántis aurait préféré composer avec ce voïvode phanariote. Les deux mouvements entrèrent en conflit, d'autant que certains officiers de Vladimirescu étaient des hétairistes de haut rang qui supportaient mal son autorité et sa politique, plus favorable aux intérêts de la population roumaine locale qu'aux objectifs d'Ypsilántis, qui espérait encore passer le Danube vers le sud pour diriger l'insurrection en Grèce même. Iorgaki Olimpiotis, principal lieutenant de Vladimirescu, dénonça devant les troupes cette attitude, l'arrêta et l'amena au camp d'Ypsilántis où il fut exécuté pour trahison de l'Hétairie. Parmi les « pandoures » de Vladimirescu, qui étaient des irréguliers, les deux tiers se débandèrent alors, le dernier tiers, commandé par Preda Drugănescu, restant fidèle à Ypsilántis. À la mi-juin, comprenant qu'il ne passerait pas le Danube (où des troupes turques se massaient), Ypsilántis tenta de remonter vers le nord. Le 13 juin (julien), les troupes ottomanes, après avoir repris le contrôle de la Moldavie, marchèrent sur la Valachie contre Ypsilántis. La rencontre eut lieu le 19 juin dans l'ouest de la principauté, en Olténie, à Drăgăşani (Dragatsani en grec). Là, le bataillon sacré commandé par Iorgaki Olimpiotis et le plus jeune frère Ypsilántis, Nikolaos, ainsi que 500 cavaliers commandés par Vasílios Karaviás, furent taillés en pièces par les troupes ottomanes. Vasílios Karaviás et ses hommes prirent la fuite. Iorgaki Olimpiotis réussit à sauver une centaine d'hommes (parmi eux se trouvait Athanásios Tsakálof, un des fondateurs de la Filikí Etería) et l'étendard de l'unité. Le reste du bataillon sacré, plus de 400 hommes, périt, ainsi que les troupes de Drugănescu. La seule bataille rangée d'Ypsilántis et de l'Hétairie dans les principautés roumaines se terminait par un désastre. L'armée se délita. Ypsilántis réussit à gagner tant bien que mal l'empire d'Autriche où il termina sa vie en prison,.

## Insurrection en Grèce

### Soulèvement

#### Mythe fondateur

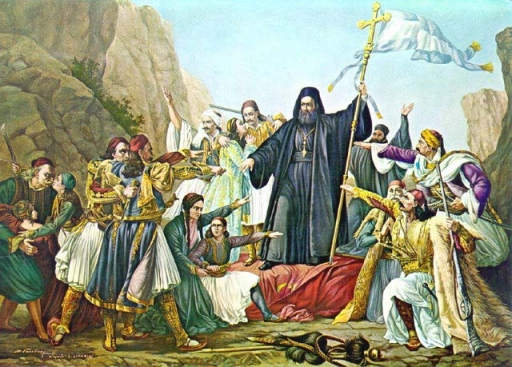
L'évêque Germanos de Patras bénissant le drapeau des insurgés en 1821, tableau de Ludovico Lipparini (1802-1856).

L'histoire officielle (le 25 mars est l'une des deux fêtes nationales de Grèce) fait commencer la guerre d'indépendance le 25 mars 1821, au monastère d'Aghia Lavra à Kalavryta au nord du Péloponnèse. Là, le métropolite de Patras, Germanόs, aurait fait miraculeusement fuir une soixantaine de cavaliers ottomans venus l'arrêter, grâce aux 1 500 paysans grecs présents qui auraient poussé le cri de guerre des Maccabées : « La Victoire de Dieu ». Puis, il célébra un « Te Deum » pour les 5 000 paysans qui s'étaient peu à peu rassemblés. Il prêcha ensuite l'insurrection contre les Turcs, déclarant que les Grecs devraient se battre seuls, sans compter sur l'aide des grandes puissances. Il annonça les événements des provinces danubiennes et de Janina, ainsi que leur défaite ultime qui arriverait nécessairement. Il dit cependant qu'ils servaient la cause grecque, distrayant des troupes qui pourraient écraser la révolte. Il donna alors une absolution préemptive à la foule, distribua aux divers chefs présents (dont Theódoros Kolokotrónis) les tâches qu'ils avaient à accomplir et envoya tout le monde au combat.
Le principal propagateur de cette version est François Pouqueville qui fut longtemps une des « sources » de l'histoire de la guerre d'indépendance avec son immense ouvrage Histoire de la régénération de la Grèce. Mais le récit est « trop beau pour être vrai ». Il rattache très fortement les débuts de l'insurrection aux fondamentaux chrétiens. Le 25 mars est en effet la fête de l'Annonciation (Ευαγγελισμός, Evangelismos en grec). Les faits se déroulent dans un monastère. Un miracle rappelant les Maccabées sauve Germanos. La foule atteint les 5 000 personnes, le nombre de ceux qui ont écouté le Sermon sur la montagne. Dans la construction du récit, insister sur la religion est un moyen d'insister sur la différence avec les Ottomans musulmans. Par ailleurs, Kolokotrónis ne pouvait se trouver à Kalavryta à ce moment. Enfin, le métropolite fait preuve d'une immense capacité d'analyse géostratégique, que seuls des auteurs postérieurs pouvaient avoir. Les faits furent un peu différents.

#### Premiers combats
Un certain nombre d'événements menant à l'affrontement entre Ottomans et Grecs se déroulèrent dans les premiers mois de 1821. Theódoros Kolokotrónis, venu de Zante, avait aussi sillonné le Péloponnèse depuis le début du mois de janvier 1821 afin de faire avancer la cause de l’Indépendance. Kolokotronis, qui avait servi dans l’armée britannique, était parti de Zante qui avec Corfou était un des foyers de l'insurrection, ces îles formant une république autonome sous le protectorat du Royaume-Uni : c'était une des rares régions grecques non soumises à l'Empire ottoman.

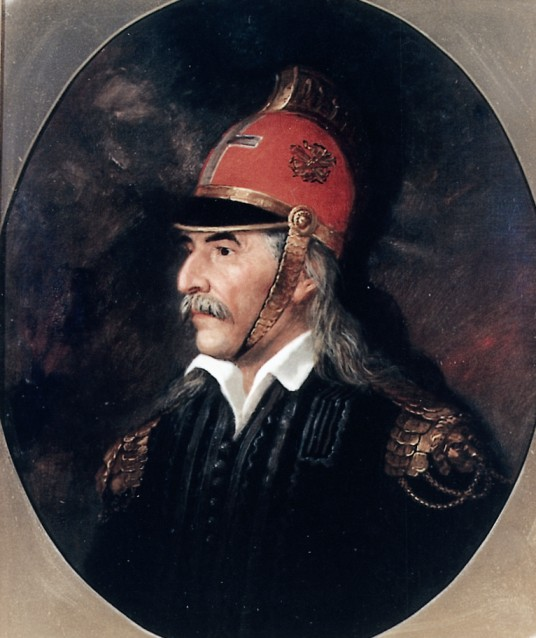
Theódoros Kolokotrónis.

Il est plus probable que le soulèvement commença entre le 15 et le 20 mars (julien), sur toute la côte nord du Péloponnèse (Patras, Vostitsa, Kalavryta) et dans le Magne. Ainsi, le 14 mars (julien) déjà, une petite troupe commandée par un hétairiste, Nikolas Souliotes, intercepta près d'Agrídi en Achaïe des messagers envoyés à Khursit Pacha qui assiégeait Ali Pacha dans Ioannina. Ils étaient porteurs de lettres le prévenant de l'imminence de l'insurrection. Il fallait donc les empêcher de remplir leur mission. Cette échauffourée peut être considérée comme le premier affrontement de la guerre d'indépendance. Le 17 mars (julien), Petrobey aurait réuni les principaux chefs de clan du Magne à Tsimova (rebaptisée depuis Areópoli) pour proclamer l'insurrection avec serment sur le drapeau « La Liberté ou la Mort ». Ainsi, ils auraient été les premiers à s'être soulevés. Ensuite, le 18 mars (julien), des combats se déroulèrent près de Kalavryta au nord de la péninsule qui fut prise le 21 mars (julien) ; le 23, ce fut le tour de Vostitsa au nord et Kalamata (la première véritable ville) au sud d'être « libérées », tandis que la région de Karýtena en Arcadie se soulevait. Le 25 mars (julien), alors que Germanos était censé proclamer le soulèvement national, un des « gérontes » de Tripolizza, Anagnostes Kontakes, organisait le premier « camp militaire » grec à Vérvena, en Arcadie, pour surveiller les mouvements des troupes ottomanes et protéger la région d'une potentielle contre-attaque. Le 26 mars (julien), Pyrgos en Élide se révolta. Le 28, le siège de Monemvasia, où 4 500 Ottomans avaient trouvé refuge, commença. La ville ne fut prise que le 23 juillet (julien), à un moment où le moral des insurgés était au plus bas, à cause des difficultés du siège de Tripolizza.

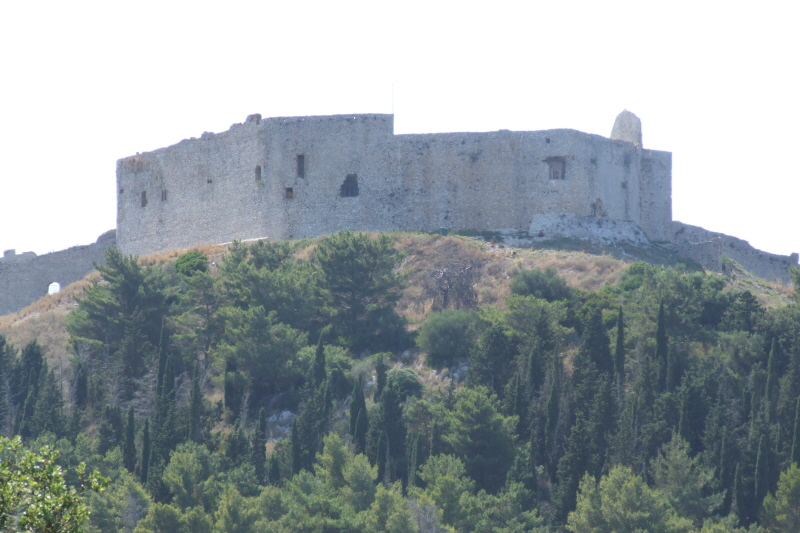
Le château de Chlemoutsi.

Les succès ne furent pas la règle partout. Ainsi, le soulèvement autour de Gastouni (nord-ouest du Péloponnèse) mena au siège du château de Chlemoutsi le 26 mars (julien) qui dut être levé dès le lendemain face à une contre-attaque de troupes turco-albanaises. La situation était très compliquée à Patras. Dès le 23 mars (julien), les forces ottomanes, qui soupçonnaient un Grec de la ville de cacher des armes, mirent le feu à la maison, ne pouvant y pénétrer. La ville tout entière s'embrasa. Deux cents maisons furent détruites en une demi-journée. Des affrontements se déclenchèrent entre Grecs et Turcs dans la ville. Ces derniers constituaient un tiers de la population de Patras. Ils se réfugièrent dans la forteresse qui dominait la ville sur laquelle ils entreprirent de tirer. Les Grecs y mirent le siège avec leurs propres pièces d'artillerie. Dans les deux cas, les tirs s'avérèrent inefficaces. Des renforts grecs menés par Germanos et Andreas Londos, deux cents hommes, arrivèrent le 26 (julien). Le siège s'organisa, ainsi que le pillage des maisons turques de la ville. Le 3 avril (julien), Youssouf Pacha, le nouveau pacha d'Eubée, avec 300 à 1 000 hommes selon les sources, fit son entrée dans Patras. Les troupes que Germanos avait envoyées à sa rencontre avaient déserté leur poste pour venir prendre part au pillage. Les Grecs qui pourtant étaient supérieurs en nombre aux Ottomans s'enfuirent à leur arrivée. Youssouf ordonna que les maisons des chefs de la rébellion fussent incendiées. Le vent attisa à nouveau les flammes et sept cents bâtiments furent à leur tour détruits. Les Grecs se réfugièrent dans les consulats des puissances occidentales ou s'enfuirent par bateau vers les îles Ioniennes. La forteresse de Patras resta aux mains des Ottomans durant toute la guerre (elle ne fut prise que par les troupes françaises de l'expédition de Morée en 1828). La ville n'avait plus à la fin de 1821 qu'une douzaine de maisons encore debout.

### Victoires grecques

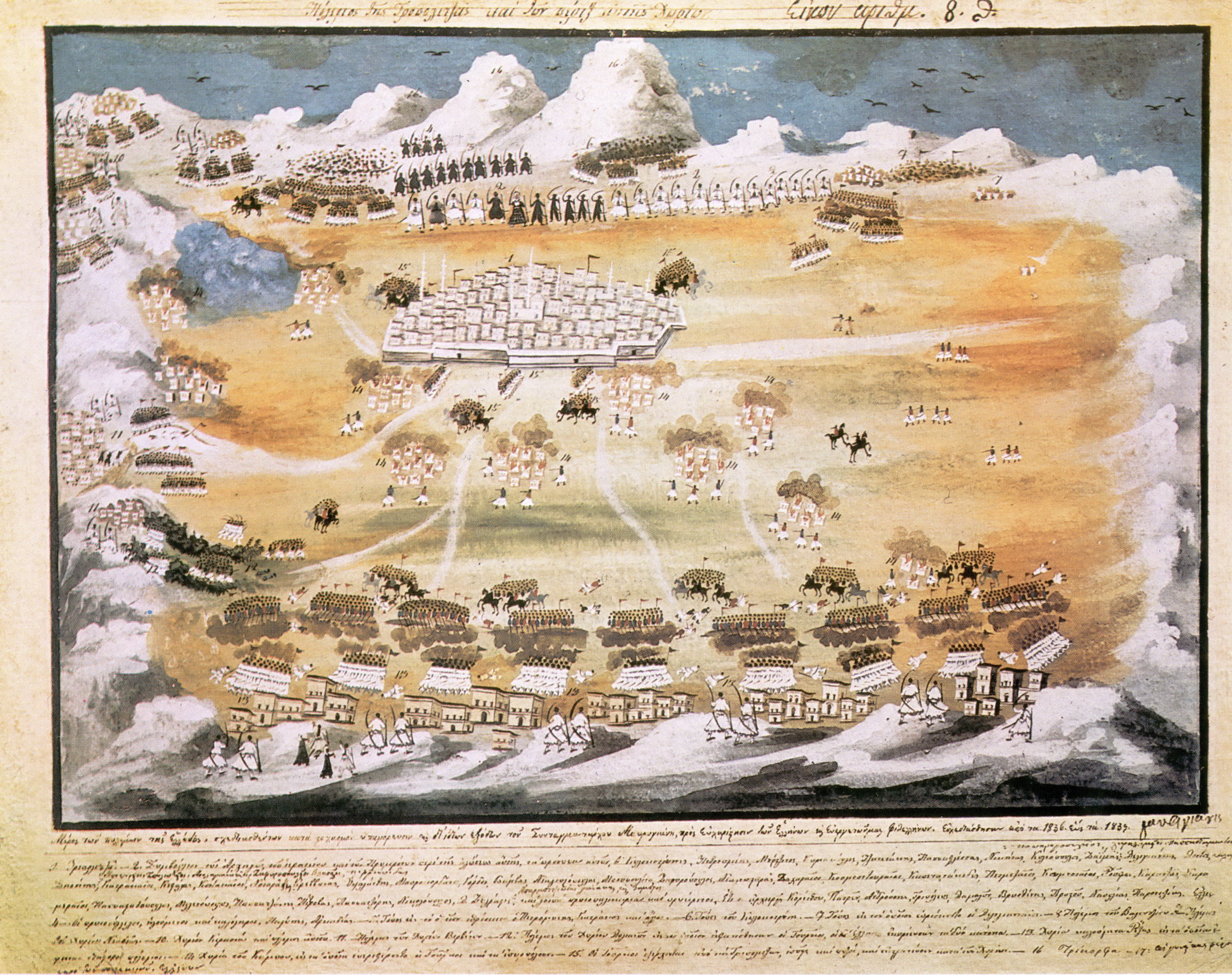
Le siège de Tripolizza. Gravure de Panagiotis Zografos pour les Mémoires de Yánnis Makriyánnis.

Dans le Péloponnèse, deux régions étaient au cœur de l'insurrection : l'Achaïe et le Magne. De là partirent des bandes plus ou moins organisées de pallikares. Le siège de Tripolizza permit à Theodoros Kolokotronis d'imposer une réorganisation des troupes grecques. Jusque-là, les insurgés appartenaient à une bande, très souvent familiale, (comme du temps où ils étaient klephtes) et obéissaient au chef de celle-ci, très souvent l'aîné de la famille. Leur armement était rudimentaire, le plus souvent un couteau voire des outils agricoles reconvertis (fer de bêche par exemple). Il n'y avait aucune coordination entre les bandes dont les chefs poursuivaient des objectifs personnels. Le ravitaillement était assuré par les femmes. Kolokotronis avait suivi une formation militaire dans les troupes britanniques des Îles Ioniennes, dans lesquelles il avait atteint le grade de major. Il imposa un mode de fonctionnement plus rationnel. Les chefs de bande furent officiellement nommés « officiers », par un brevet écrit. Ils devaient fournir un décompte exact du nombre d'hommes constituant leur groupe. Cela évita qu'ils le gonflent afin d'obtenir plus d'armes, plus de nourriture et plus d'argent pour les soldes. Cela empêcha aussi que les hommes retournent chez eux sans qu'on le sût. Kolokotronis imposa enfin son commandement centralisé, une certaine discipline dans les bandes et une coordination entre celles-ci. Cette organisation permit la prise de Tripolizza mais n'empêcha pas le massacre de la population turque et le pillage de la ville.
Les petites îles de l'Égée jouèrent un rôle déterminant. Les flottes commerciales d'Hydra, Spetses et Psará furent transformées en flottes de guerre. Il n'était pas difficile d'ajouter des canons à des navires qui étaient déjà suffisamment armés pour faire face à la menace des pirates. Les armateurs de ces îles appartenaient à la nouvelle classe bourgeoise enrichie par le commerce, sensible aux idées des Lumières et ayant déjà goûté à l'autoadministration. Ils étaient favorables au soulèvement dont la victoire entérinerait définitivement leur liberté. Les navires de ces îles jouèrent un rôle déterminant en bloquant le ravitaillement des places-fortes ottomanes assiégées. Ils dominaient les mers et n'hésitaient pas à utiliser les brûlots contre la flotte ottomane.
Les autres régions de Grèce furent moins organisées et centralisées que le Péloponnèse. En Grèce centrale, en raison d'une tradition plus forte de bandes de klephtes/armatoles ainsi que de la géographie plus accidentée où les centres urbains manquaient, les forces étaient plus dispersées. Les pallikares grecs dominèrent rapidement les campagnes. La guérilla du klephtopolémos leur assurait le plus souvent la victoire (bataille du khan de Gravia) mais parfois, les bandes armées ne pouvaient rien face aux troupes ottomanes (bataille d'Alamana). Les Grecs insurgés prirent les forteresses ottomanes : Athènes, Salona, Livadia, Lépante. Plus au nord (Thessalie et Macédoine), les forces étaient encore plus dispersées et inorganisées. De plus, les plaines étaient là bien tenues par les troupes ottomanes. La Crète où la présence ottomane était plus forte entra en rébellion fin juin 1821.

### Proclamation de l'indépendance

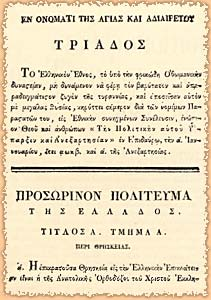
Première page de la Constitution.

Drapeau adopté le 1 janvier 1822.

Fin décembre 1821, cinquante-neuf représentants des divers gouvernements locaux organisés dans les régions soulevées se réunirent à Piada (rebaptisée de nos jours Néa Epídavros, tout près de l'ancienne Épidaure). Ils venaient principalement de Morée (vingt représentants), de la « Grèce du Levant » (vingt-six représentants), de la « Grèce de l'Occident » (huit ou neuf représentants) et des îles d'armateurs : (Hydra, Psará et Spetses). Les îles de l'Égée n'avaient pas de représentants. Quelques phanariotes étaient aussi présents.
Les représentants des Grecs s'avérèrent divisés en deux partis : celui des « politiques » et celui des « militaires ». Le parti des politiques dominait dans le Péloponnèse. Il avait le soutien des trois îles et des évêques. Il était dirigé par Aléxandros Mavrokordátos. Le parti des « politiques » était plutôt libéral, défendant le concept de la souveraineté nationale, à l'occidentale. Le parti des « militaires » avait sa plus grande influence en Grèce centrale, même s'il avait progressé dans le Péloponnèse grâce aux victoires de Kolokotronis. Celui-ci dirigeait le parti des capitaines, en lien étroit avec Dimítrios Ypsilántis. Sous l'influence d'Ypsilántis, très lié, comme son frère Alexandre au modèle autocratique russe, il penchait pour la mise en place d'un pouvoir autoritaire, voire dictatorial le temps du conflit. Mais, il était divisé en nombreux courants, correspondant aux différents chefs de guerre.
Le 1er janvier 1822 (calendrier julien soit le 12 janvier du calendrier grégorien), à Épidaure, l’assemblée nationale d'Épidaure proclama l’indépendance de la Grèce, vota une constitution et adopta le drapeau bleu et blanc comme drapeau national. Elle désigna les membres des institutions créées par la constitution : le Conseil exécutif présidé par Aléxandros Mavrokordátos, le Bouleutikó (législatif) avec pour président Dimítrios Ypsilántis et le vice-président Petrobey. Le parti des « politiques » avait réussi à imposer sa conception du pouvoir au parti des « militaires ». Cependant, ces derniers ne voulaient pas reconnaître leur défaite tandis que les « politiques » désiraient se débarrasser définitivement du parti des « militaires ». Une alliance entre les notables du Péloponnèse et des îles se tourna contre les « militaires » et une première guerre civile commença, permettant la contre-offensive ottomane.

### Réaction ottomane

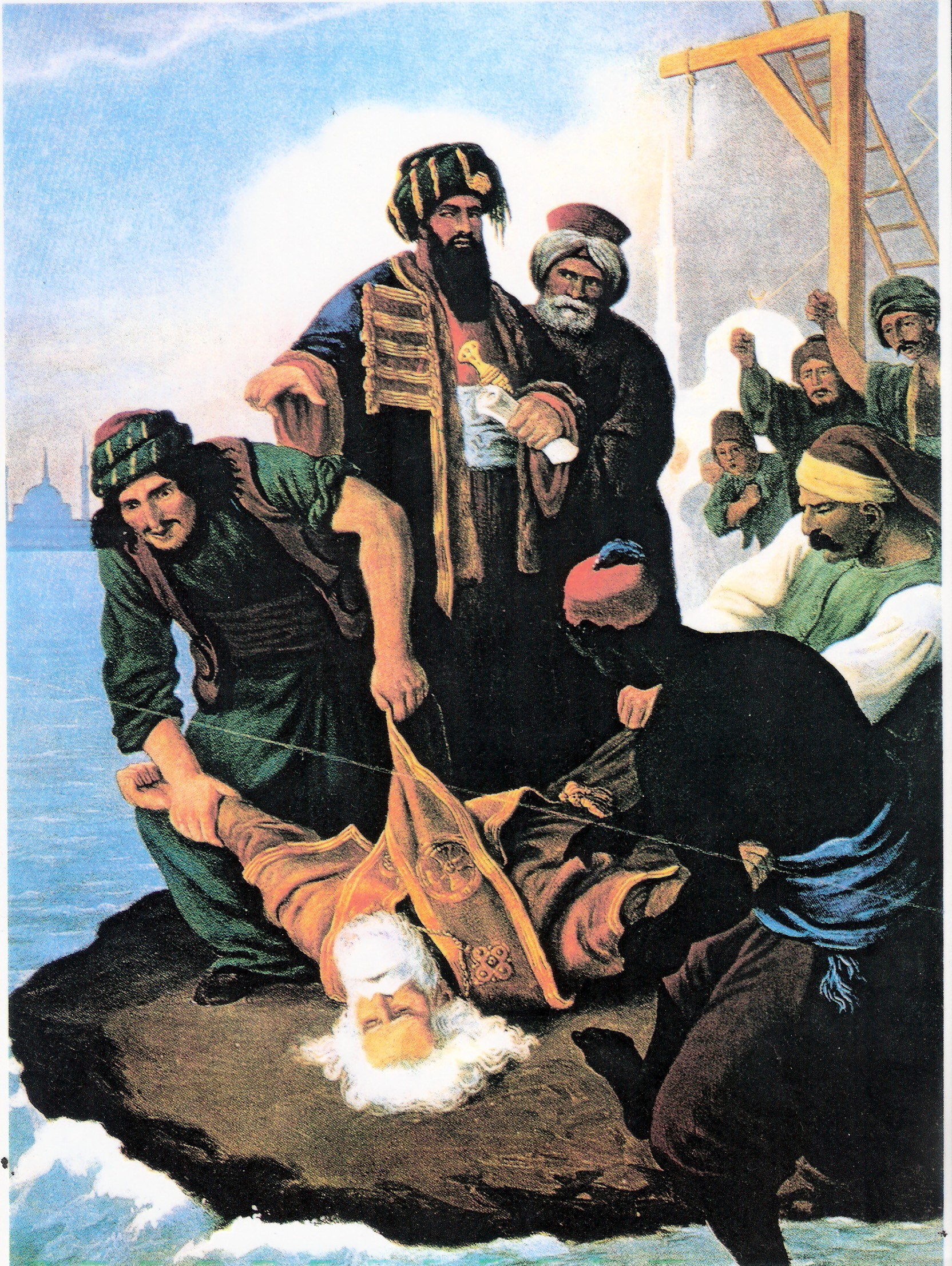
Le corps de Grégoire V jeté dans le Bosphore par des Ottomans. Illustration de Peter von Hess.

Les Grecs soulevés ne furent pas victorieux partout. Dans le nord de la péninsule, les forces ottomanes qui tenaient déjà les plaines et qui pouvaient s'appuyer sur la capitale, relativement proche, contre-attaquèrent et écrasèrent les insurgés. La Chalcidique fut soumise fin 1821 ; la troupe installée sur l'Olympe qui descendit jusqu'à Salonique fut écrasée en avril 1822 ; la Thessalie fut reconquise en août 1823 quand le dernier bastion insurgé, Tríkeri, tomba. En Épire, où se concentraient les combats contre Ali Pacha de Janina (vaincu en janvier 1822), les troupes ottomanes assiégèrent puis réduisirent les Souliotes qui se rendirent en septembre 1822. L'expédition menée par Aléxandros Mavrokordátos pour soutenir les insurgés d'Épire et de Soúli fut un échec. Lors de la bataille de Péta, le bataillon philhellène fut décimé. La majorité des combats se concentrèrent alors dans le Péloponnèse ou pour l'entrée dans cette presqu'île.
Il y eut aussi dès l'annonce du soulèvement des massacres de Grecs à Constantinople, Salonique, Andrinople, Smyrne ou Kydonies.

### Massacre de Constantinople
A Constantinople, la nouvelle de la révolution grecque enrage les autorités ottomanes qui laissent libre cours à la violence populaire et envoient des troupes, comme les janissaires, pour massacrer la population grecque. Pendant plusieurs semaines, on assiste à un massacre d'une ampleur encore sans précédent dans l'histoire récente de l'Empire ottoman. Le patriarche de Constantinople, Grégoire V, fut ainsi condamné et pendu dès le 10 avril 1821. On le laissa exposé trois jours, avant que son corps ne soit livré à la foule de la ville.

### Massacre de Chios

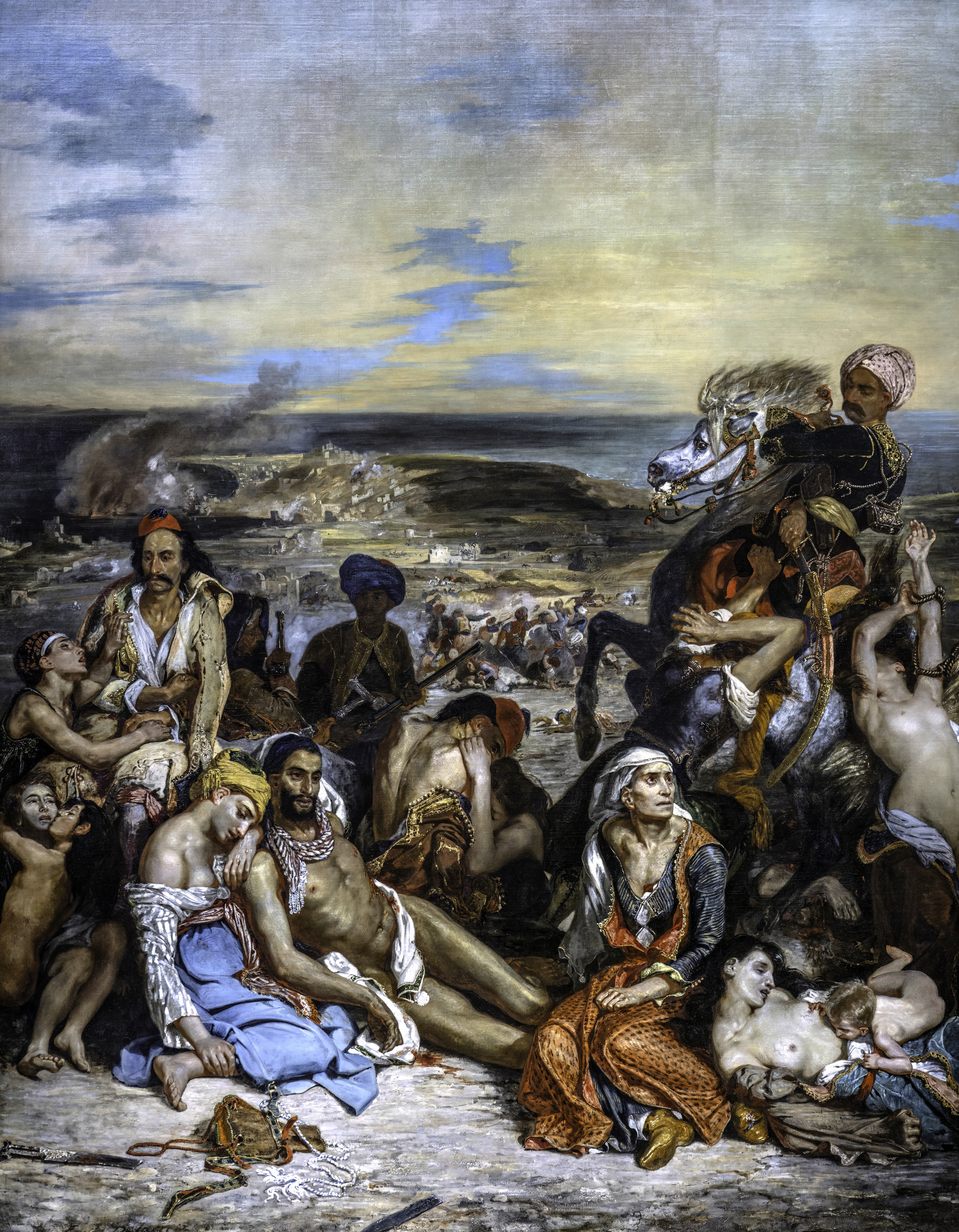
Scène des massacres de Scio par Delacroix.

Chios était une des plus riches îles de la mer Égée et les insurgés grecs tentèrent de la rallier à leur cause. Dès mai 1821, Iákovos Tombázis était passé demander l'aide chiote, sans succès. L'île craignait pour ses ressortissants disséminés dans tous les ports de l'Empire ottoman. Pour être sûr de la fidélité des habitants de l'île, le Sultan renforça la garnison et prit quarante otages au sein des plus riches familles. En mars 1822, une troupe samienne de klephtes débarqua sur Chios et prit la capitale. Le Sultan envoya son Capitan pacha (amiral de la flotte ottomane), Nasuhzade Ali Pacha, à la reconquête de l'île. Il pourrait disposer de l'aide de 30 000 volontaires rassemblés à Chesmé, attirés par la perspective de butin.
La résistance des klephtes fut brève. Repoussés, ils finirent par évacuer tandis que la population commença à être systématiquement massacrée et les otages exécutés. Cependant, une bonne partie de la population fut plutôt réduite en esclavage et vendue sur les marchés soit de Constantinople soit de Smyrne, d'Égypte ou d'Afrique du nord. Certains d'entre eux furent rachetés par les agents diplomatiques occidentaux qui avaient aussi plus tôt essayé de sauver les habitants de l'île des massacres qui durèrent de mi-avril à fin mai 1822.

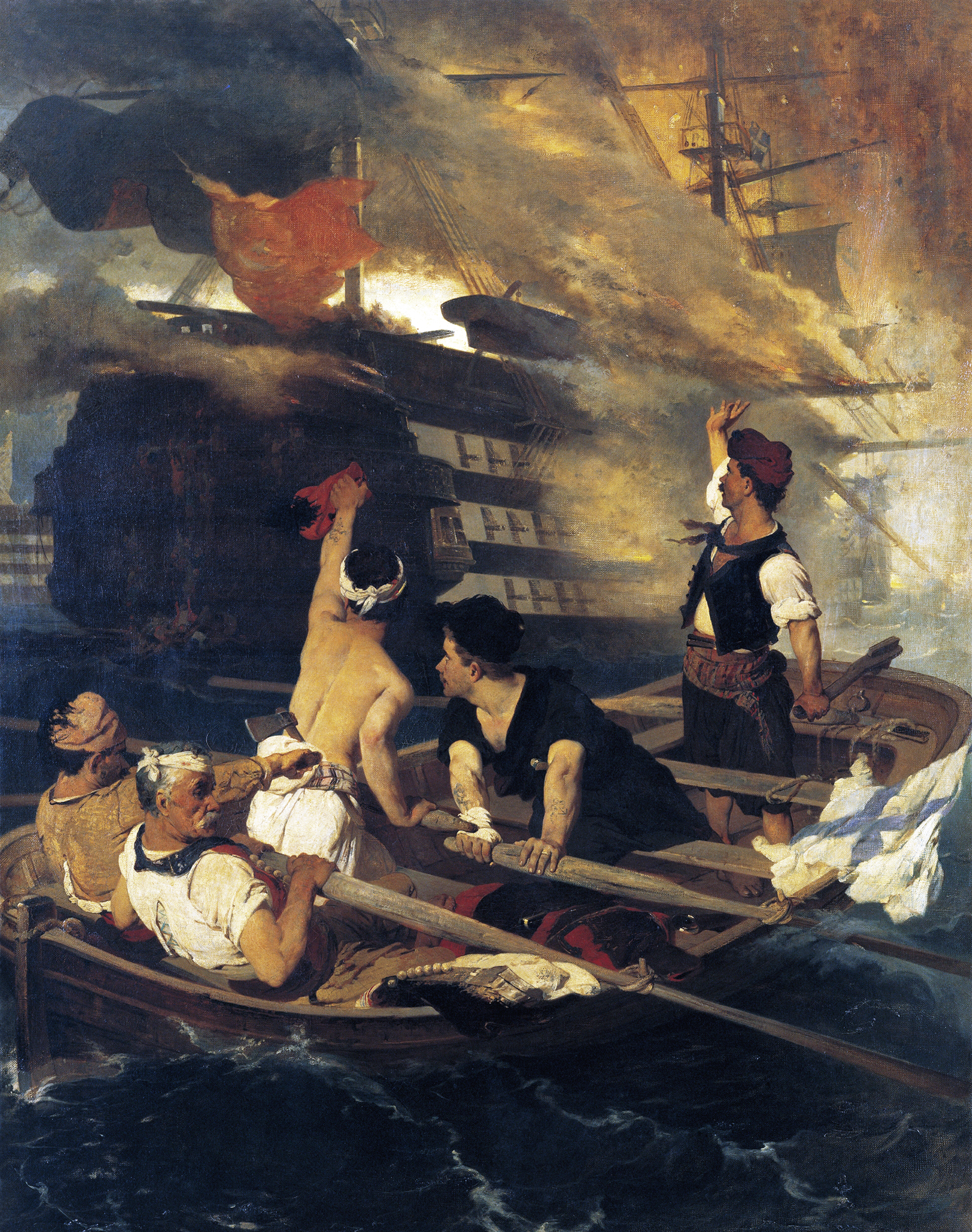
L'incendie du navire amiral turc par Kanáris par Nikiforos Lytras.

La population de l'île au début de 1822 est estimée entre 100 000 et 120 000 personnes dont 30 000 habitaient Chora, la capitale. Il y aurait eu aussi autour de 2 000 musulmans sur l'île,. Les estimations les plus courantes font état de 25 000 morts et 45 000 personnes réduites en esclavage. 10 000 à 20 000 auraient réussi à s'enfuir,. Le 18 juin (6 juin julien) 1822, le capitaine psariote Konstantínos Kanáris coula le navire amiral ottoman avec un brûlot, tuant l'amiral Nasuhzade Ali Pacha et 2 000 marins turcs. Cette action est considérée par l'historiographie grecque comme ayant vengé les massacres de Chios.
Une immense émotion face aux horreurs commises par les ottomans traversa l'Europe, suscitant une première vague de philhellénisme. Castlereagh, le Foreign Secretary britannique, menaça l'Empire ottoman d'une rupture des relations diplomatiques. Eugène Delacroix exposa sa Scène des massacres de Scio au Salon de 1824. Charles X en fit immédiatement l'acquisition pour les collections du Louvre. En Russie, le prince Golitsyn organisa une collecte de fonds pour venir en aide aux victimes des massacres. Le recueil Les Orientales de Victor Hugo, comprend un poème « L'enfant grec » consacré au massacre de Chios,,.

### Réaction en Europe

#### Philhellénisme

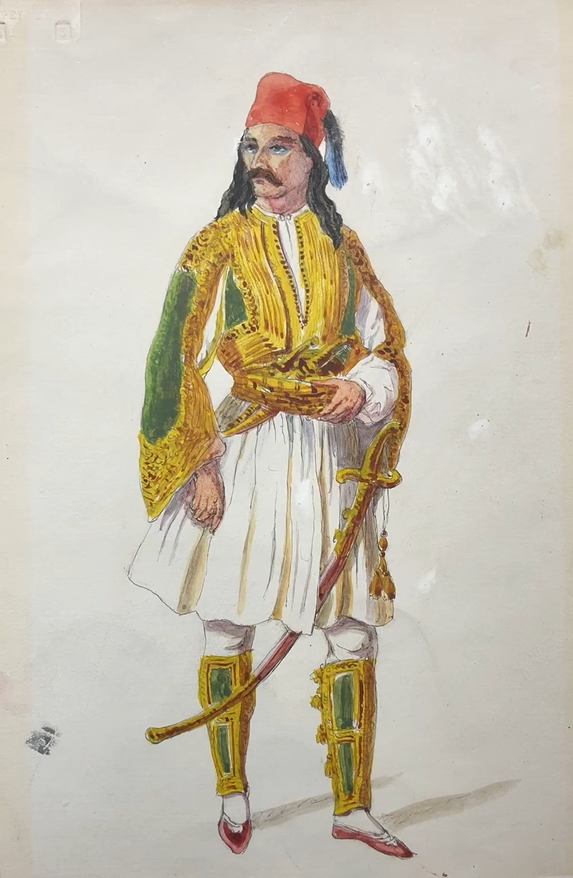
Soldat grec (1825) par Charles Frédéric Chassériau (1802-1896).

Les Grecs reçurent l’aide de nombreux volontaires étrangers (les Philhellènes), notamment des libéraux britanniques comme Lord Byron et français tels le colonel Fabvier, et remportèrent des succès sur les troupes du sultan. Byron débarqua avec des armes fournies par les comités philhellènes européens le 4 janvier 1824 à Missolonghi. Sa mort, en avril, fut un important signal de prise de conscience de la situation à travers toute l’Europe. Hector Berlioz, pour commémorer ces évènements va composer en 1825 une Scène héroïque (La Révolution grecque) H21a pour deux basses, chœur mixte et orchestre.
La solidarité européenne envers les insurgés grecs est aussi motivée par l'espoir de voir les idéaux révolutionnaires se propager et bouleverser l'ordre politique imposé par la Sainte-Alliance.

#### Diplomatie de Metternich

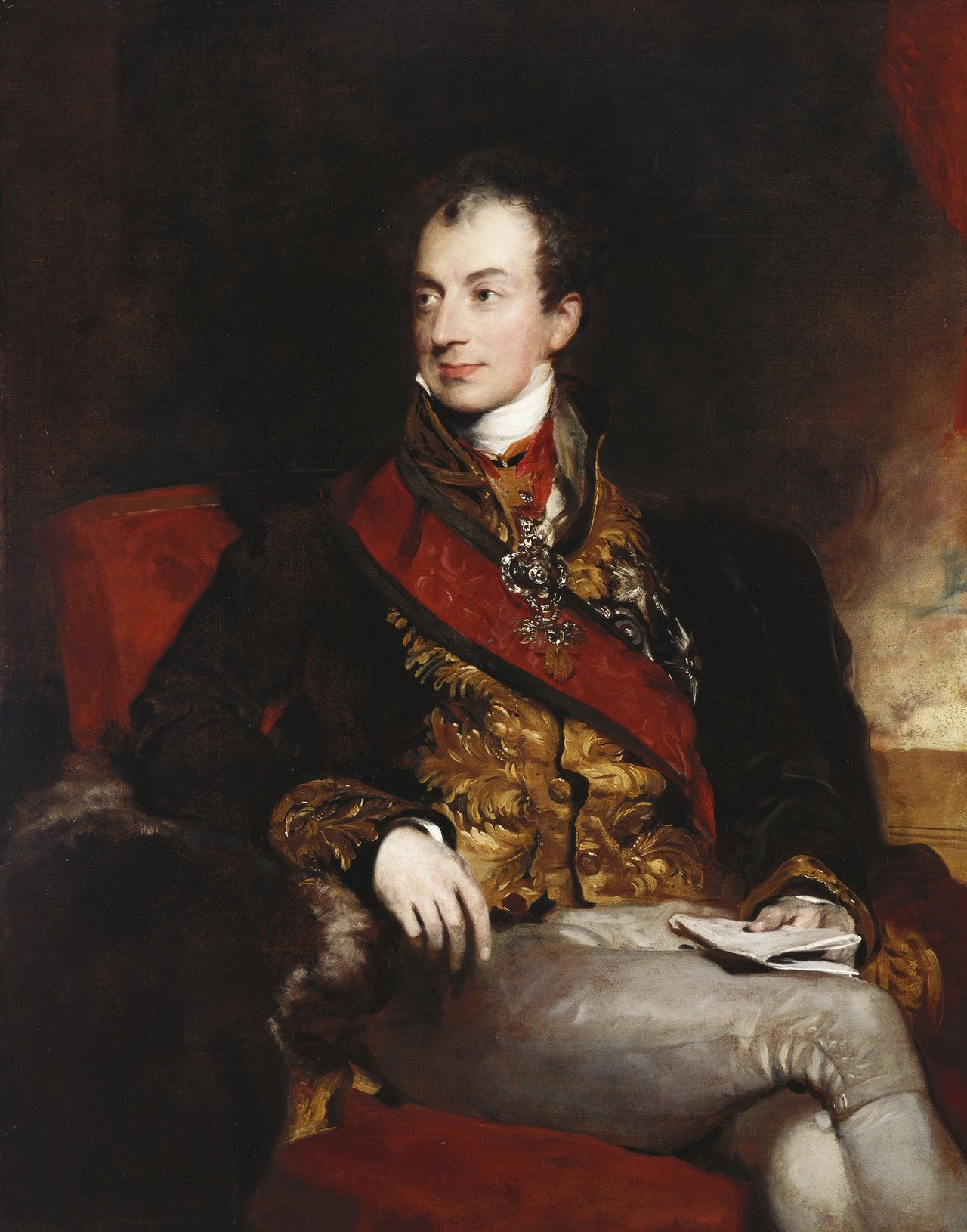
Klemens Wenzel von Metternich.

Pour conserver intacte l'œuvre du Congrès de Vienne, se protéger de révolutions intérieures et conserver l’équilibre géopolitique en place en Europe, les puissances victorieuses de la France s'étaient organisées au sein de la Sainte-Alliance. Celle-ci, grâce à la politique dite des Congrès, veillait de façon très pointilleuse aux évolutions de politique intérieure des pays européens. Le chancelier autrichien, le prince de Metternich, en fut le principal artisan. Il avait fait adopter au congrès de Troppau fin 1820 le droit d’intervention des puissances légitimes dans un pays menacé par tout mouvement révolutionnaire (libéral ou national). Ces mouvements pouvaient rompre la stabilité politique de l’Europe. Il en allait ainsi de la création d’une Grèce indépendante qui affaiblirait l’Empire ottoman, empire qui pourrait éventuellement imploser et se morceler. L’équilibre européen serait alors en danger, et l’Europe risquerait à nouveau de connaître un conflit de l’ampleur des guerres napoléoniennes.
Lorsque, en 1822, une délégation grecque fut envoyée auprès du congrès de Vérone, elle ne fut même pas reçue.
En 1822, Alexandre Ier était de plus en plus enclin à suivre la voie que lui suggérait Kapodistrias et à aider la Grèce insurgée. Il se plaignit de ne pas trouver à Vienne et dans la Sainte-Alliance tout le soutien qu'il aurait pu escompter, alors qu'il avait, lui, apporté son aide lors des affaires d'Italie quelques mois plus tôt. Il envoya le général Tatistchev plaider sa cause. Il désirait que fut reconnue définitivement sa qualité de Protecteur des orthodoxes dans l'Empire ottoman. Il souhaitait aussi l'assurance d’un soutien, au moins moral, en cas d'action militaire de sa part contre les Turcs. Mais, le général Tatistchev était un ennemi politique personnel de Kapodistrias. Il ne supportait pas l'influence qu'un Grec pouvait avoir sur son tsar russe. Alexandre ne put obtenir de Metternich que l'assurance que, si le Sultan rejetait les demandes légitimes de Saint-Pétersbourg, alors l'Empereur François romprait toute relation diplomatique avec la Sublime Porte, de la façon la plus solennelle et la plus éclatante possible, à condition que tous les autres alliés en fissent de même. Les Russes n'avaient donc pas le soutien inconditionnel de l’empire d’Autriche et n'osaient pas s'engager trop avant.
Alexandre Ier accepta que le problème grec fût discuté lors d'une conférence ministérielle à Vienne. Les décisions prises par cette conférence seraient ensuite proposées, pour accord, lors du congrès suivant de la Sainte-Alliance. Accepter une conférence à Vienne revenait à accepter un règlement autrichien de la crise. Le Tsar désigna Tatistchev comme représentant à la conférence. Les mémoires et notes qu'il envoyait au Tsar auraient été rédigés par Metternich lui-même. Fin juin 1822, le triomphe de l’Autriche était total. Alexandre Ier suggéra à Kapodistrias de prendre un congé indéfini. Ce dernier partit pour la Grèce.
En octobre, au congrès de Vérone, la Question d'Orient semblait réglée. Alexandre Ier se contenta d'un soutien moral dans ses récriminations contre la Sublime Porte. Il ne souleva aucune objection lorsqu’on refusa de recevoir la délégation que les insurgés grecs avaient envoyée pour plaider leur cause. Les affaires d'Espagne étaient alors beaucoup plus urgentes à régler. Le Tsar se trouva face à une contradiction. Comment pouvait-il accepter l'intervention française contre les libéraux espagnols en révolte contre leur souverain légitime et suggérer une intervention russe en faveur des libéraux grecs contre leur souverain légitime ?
Les Français triomphèrent très vite des insurgés espagnols grâce à la bataille du Trocadéro. Alexandre Ier n'eut plus alors à s'inquiéter de la révolution espagnole et reporta son attention sur la Grèce. Le tsar accepta lors d'une rencontre en octobre 1823 tout ce que Metternich proposait depuis plus d'un an : séparer les conflits. Il y eut alors d'un côté le conflit russo-turc à propos des provinces roumaines. Alexandre convint que ce différend pouvait être réglé par la médiation conjointe de l'Autriche et du Royaume-Uni. De l'autre côté, il y avait le problème grec et principalement la façon dont la Sublime Porte soumettait une région qui lui appartenait. Alexandre accepta le principe de conférences « grecques » à Saint-Pétersbourg. Là, les représentants diplomatiques prussien, britannique, français et autrichien n'avaient pas de pouvoir de décision et étaient obligés à chaque étape d'en référer à leur gouvernement respectif, ce qui, étant donné les distances, promettait d'infinis délais. Ainsi, l'insurrection grecque aurait largement eu le temps d'être étouffée par les Turcs, sans nécessité d’une médiation extérieure.
Les conférences traînèrent en longueur, comme prévu. À l'automne de 1824, Alexandre Ier proposa la création de trois principautés chrétiennes plus ou moins autonomes en Grèce, un peu sur le modèle de la Moldavie et de la Valachie. Le projet n'aboutit pas. On se sépara pour reprendre au début de 1825.

### Guerres civiles
Les insurgés grecs semblèrent alors faciliter la tâche à la Sainte-Alliance. Ils avaient gagné lors des deux premières années du conflit, mais très vite, ils cessèrent de se battre contre les Turcs pour se battre entre eux, principalement pour se partager le pouvoir.
Le camp grec était en effet affecté par de nombreux facteurs de désunion, de plusieurs ordres. Le premier était un antagonisme géographique, opposant principalement les habitants de Grèce continentale ou Rouméliotes, aux Péloponnésiens ou Moréotes, et aux habitants des îles d'armateurs de l'Égée ; d'autres divisions existaient à l'intérieur de ces ensembles, comme la concurrence entre les îles voisines d'Hydra et Spetses, ou les mauvaises relations entre les habitants des plaines et les montagnards semi-indépendants du Magne, accusés de brigandage et méprisant en retour leurs voisins.
Le second facteur principal de division était la rivalité entre les différentes catégories de dirigeants potentiels, issus de groupes sociaux aux intérêts divergents : les trois principaux étaient les dirigeants civils, les chefs militaires et les Grecs occidentalisés. Le premier groupe comprenait d'une part les notables du continent et la bourgeoisie marchande des îles, dont les kotsabassides, propriétaires terriens issus de l’administration ottomane, qui géraient la collecte de l'impôt et avaient acquis le monopole sur les produits d'exportation comme le raisin de Corinthe, et d'autre part le haut clergé, souvent issu des puissantes familles de notables. Le second groupe était composé des chefs de guerre issus de la classe « para-sociale » des klephtes, armatoles et brigands, souvent en fait issus de la paysannerie comme Kolokotronis et s'appuyant sur celle-ci ; ils avaient souvent été au service des précédents pendant la période ottomane. La troisième classe regroupait à la fois les marchands de la diaspora grecque installés en Europe occidentale et dans le reste de l'Empire ottoman, les phanariotes issus de la haute administration ottomane, et les intellectuels ayant étudié à l'étranger.
On assista alors à deux guerres civiles en 1823-1825. La première avait été provoquée par les notables qui voulaient reprendre le contrôle de la révolution et la remettre dans la voie qu’ils défendaient en écartant les chefs de guerre du pouvoir. La seconde opposa le continent aux îles. D'un côté, on trouvait les notables du Péloponnèse aidés de Kolokotronis et de l'autre, les commerçants des îles (Hydra principalement avec Georgios Koundouriotis et Mavrokordátos) soutenus par les libéraux, la majorité de la classe populaire et les soldats de la Grèce centrale.

#### Divisions entre Grecs
L'Assemblée nationale d'Épidaure avait réuni en décembre 1821 et janvier 1822 des représentants des diverses régions insurgées. Ils étaient alors divisés en deux partis : celui des « politiques » ou des « notables » et celui des « capitaines » ou des « militaires ». Les politiques, dirigés par Aléxandros Mavrokordátos, étaient plutôt libéraux et défendaient le concept de souveraineté nationale, à l'occidentale. Le parti des capitaines était dirigé par Kolokotrónis, en lien étroit avec Dimítrios Ypsilántis, et penchait pour la mise en place d'un pouvoir autoritaire, voire dictatorial le temps du conflit. Mais il était divisé en nombreux courants, correspondant aux différents chefs de guerre. Le parti des politiques réussit à imposer sa conception du pouvoir. Il l'avait emporté sur le parti des militaires. Ces derniers ne voulaient pas reconnaître leur défaite tandis que les politiques désiraient se débarrasser définitivement d'eux. Les effets s'en firent sentir lors de l'Assemblée nationale d'Astros.

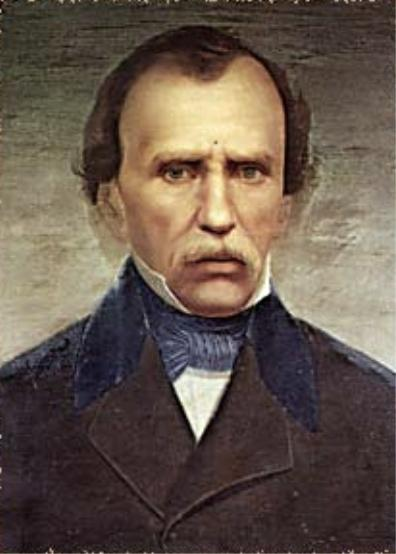
Andréas Metaxás.

Elle se réunit en mars 1823, dans la petite ville d'Astros, à quelques kilomètres au sud de Nauplie alors aux mains du clan Kolokotronis. En fait, les délégués s'étaient répartis dans deux camps différents, dans deux villages à côté d'Astros. D'un côté les politiques autour d'Aléxandros Mavrokordátos et de l'autre les militaires autour de Kolokotrónis et, entre les deux, un vaste fossé. Chaque camp était protégé par des hommes en armes : 800 chez les militaires et 2 400 chez les politiques. Le différend se précisa. Les politiques voulaient contrôler les militaires et leurs actions dans la guerre d'indépendance. Les militaires, Kolokotrónis en tête, considéraient que les politiques ne devaient se charger que du ravitaillement.
Parmi ses différentes décisions, l'Assemblée créa un Bouleutikó qui exercerait le pouvoir législatif et un Exécutif qui donc exercerait le pouvoir exécutif. L'Assemblée nomma les membres du Bouleutikó qui à son tour devait nommer les cinq personnes chargées de l'Exécutif. Le Bouleutikó fut alors composé de « politiques ». Il décida immédiatement la suppression du poste de Commandant en Chef. C'était un moyen de diminuer l'influence de Kolokotrónis. Pour apaiser l'ancien archistrátigos, le Bouleutikó nomma dans le nouvel Exécutif des membres du parti des militaires, comme Petros Mavromichalis ou Andréas Metaxás. Ce ne fut pas suffisant.
À la fin de la session, en juin 1823, il fut décidé de déplacer le siège du gouvernement (Bouleutikó et Exécutif) à Tripolis, ville au centre du Péloponnèse, reconstruite après le siège victorieux mené par Kolokotrónis. C'était l'installer dans la région où Kolokotrónis avait le plus d'influence. Et en effet, l'Exécutif décida immédiatement de convoquer une nouvelle Assemblée nationale, à Karýtena. Plutôt que d'en arriver à cette extrémité, le Bouleutikó décida de nommer aussi Kolokotrónis membre de l'Exécutif, mais dans des termes tels qu'il ne pouvait refuser sans déclencher la guerre civile, et qu'il ne refusa donc pas :

« Si vous n'acceptez pas cette offre que vous font le Peuple et le Gouvernement, et si vous n'ordonnez pas à vos hommes de cesser toute action contre le Gouvernement, alors, le Gouvernement se trouverait dans la désagréable obligation de vous déclarer, vous et vos proches, rebelles et de vous pourchasser comme traîtres et ennemis du Peuple. Si dans le conflit qui suivait, vous étiez victorieux (ce que nous ne pouvons croire), alors les Grecs de Roumélie et des îles devraient se résoudre à chercher une paix honorable avec les Turcs. »

Les deux branches du gouvernement furent éloignées, en août, des régions favorables à Kolokotrónis. Elles partirent pour Salamine, avant de se séparer en octobre. L'Exécutif, dominé par les militaires du Péloponnèse, s'installa à Nauplie, tandis que le Bouleutikó, aux mains des politiques, se plaça sous la protection des îles d'armateurs Hydra et Spetses en s'installant au bout de la péninsule de l'Argolide, à Kranídi.
Kolokotrónis n'aurait peut-être pas accepté l'obligation qui lui avait été faite d'entrer dans le Bouleutikó s'il n'y avait pas vu son propre intérêt (financier). Mais, au fil des mois, les « raisons » de rester devinrent de moins en moins « évidentes ». Il se rendit aussi compte que sa réputation en souffrait. Les Grecs le considéraient de moins en moins comme le héros de Tripolizza et de Dervénakia, et de plus en plus comme un politicien comme les autres. Fin octobre, il quitta l'Exécutif.

#### Conflits
À l'automne 1823, Bouleutikó et Exécutif ne cessèrent de s'affronter, au moindre prétexte. Un des conflits les plus durs se fit à propos du quorum du vote d'une taxe sur le sel. Finalement, le 7 décembre (julien), le Bouleutikó démit Andréas Metaxás de son poste dans l'Exécutif et nomma à sa place un « politique », Ioannis Kolettis
Le lendemain, 9 décembre, les partisans de Kolokotrónis réagirent. Son fils, Pános, prit la tête de 200 hommes qui, de Nauplie, marchèrent sur Argos où le Bouleutikó était en séance. L'assemblée se dispersa avant l'arrivée des troupes pour à nouveau trouver refuge à Kranídi, sous la protection d'Hydra et Spetses. Sa première décision fut de démettre les derniers militaires de l'Exécutif et de les remplacer par des politiques, dont Georgios Koundouriotis, armateur hydriote. Les membres démis de l'Exécutif n'acceptèrent pas cette décision. Ils furent rejoints par une douzaine de membres du Bouleutikó favorables au parti des militaires. Ils partirent fonder leur propre gouvernement à Tripolis. Au début de 1824, la Grèce insurgée avait deux gouvernements, un « politique » ou « constitutionnel » à Kranídi, protégé par la flotte et les troupes de Grèce continentale, et un « militaire » à Tripolis, protégé par les troupes moréotes de Kolokotrónis. Les troupes des deux camps s'affrontèrent, notamment près d'Argos, souvent à l'avantage des « politiques » ; l'annonce de l'arrivée des premiers paiements du nouveau prêt britannique permit aussi de débaucher une partie des troupes des rebelles. Nauplie tenue par le fils de Kolokotronis fut assiégée. Finalement, Kolokotronis accepta sa défaite et traita avec les primats du Péloponnèse, Londos, Zaimis et Notaras. Ceux-ci le ménagèrent cependant, afin de ne pas trop renforcer les îles d'armateurs, leurs rivales ; un renversement d'alliance se produisit ainsi, aboutissant à une seconde guerre civile avec d'un côté les primats péloponnésiens à présent alliés à Kolokotronis, et de l'autre les îles d'armateurs et la majeure partie des troupes rouméliotes. Les rebelles finirent par être écrasés par les troupes rouméliotes appelées par Kolettis, et leurs chefs furent emprisonnés début 1825.

### Combats dans le Péloponnèse

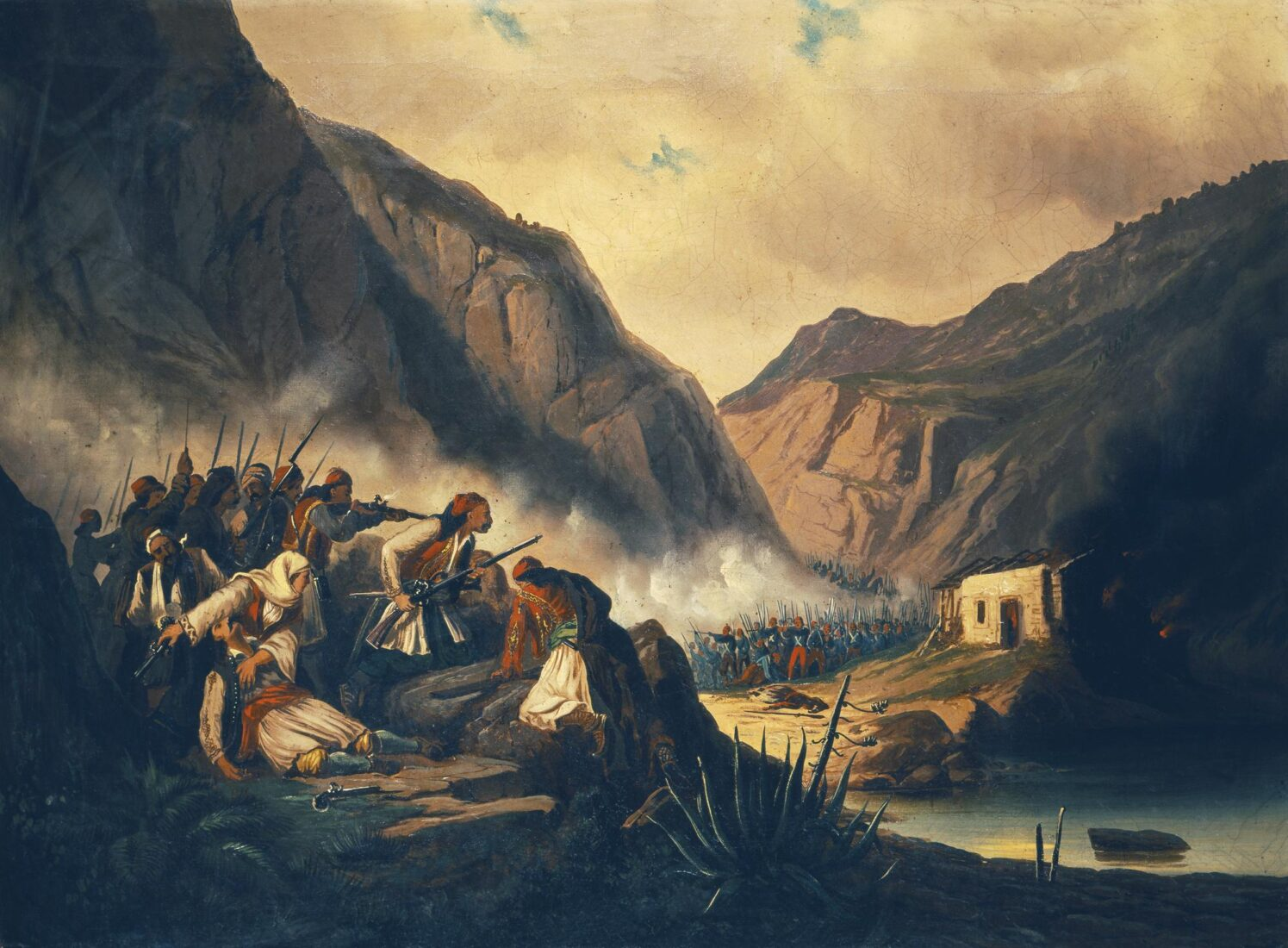
La défaite de Dramali à Dervenakia par Theodoros P. Vryzakis.

La situation du Péloponnèse lors de la guerre est un des exemples les plus parlants des difficultés militaires rencontrées par les Grecs. Ce fut de cette péninsule que partit l'insurrection, avec Germanos à Patras en mars-avril 1821, Petrobey Mavromichalis dans le Magne et Kolokotronis. La ville de Tripoli fut prise en octobre 1821. En 1822, la contre-attaque turque menée par Dramali Pacha échoua au défilé de Dervenaki, et Nauplie tomba en décembre 1822. En 1825, Ibrahim Pacha mena la contre-attaque turque et reconquit tout le Péloponnèse avec son armée égyptienne. Ce n'est qu'en 1828 que la bataille de Navarin et le débarquement de l'expédition française de Morée obligèrent les Ottomans à évacuer la péninsule.
Le Sultan demanda l’aide de son vassal égyptien Mehemet Ali à partir du printemps 1822. Celui-ci se chargea directement de réprimer la révolution, d'abord en Crète où son armée remporta des succès. En 1824, Ibrahim, le fils de Méhémet Ali, fut chargé de reconquérir le Péloponnèse ; il commença par détruire Cassos puis débarqua dans le Péloponnèse en février 1825. Les troupes égyptiennes obtinrent en Morée des victoires avérées. Les défaites grecques se multiplièrent de 1824 à 1827, malgré la forte résistance de Kolokotronis dans le Péloponnèse, de Karaïskákis en Grèce centrale, de Miaoulis et Sachtouris (el) sur mer. Ibrahim Pacha entreprit alors de déporter des Grecs en Égypte, ce qui lui aliéna la sympathie des Français et provoqua le renforcement de l’activité des comités philhellènes.
La volonté européenne d'intervenir plus largement prit alors de l'ampleur. La Russie poursuivait sa politique visant à affaiblir l’Empire ottoman. Elle insistait sur la solidarité orthodoxe pour s’implanter dans les régions balkaniques. Le Royaume-Uni sentait qu’il ne pouvait rester neutre s'il désirait rester présent diplomatiquement dans la région. La France, qui avait longtemps obéi à Metternich car elle cherchait à faire oublier la Révolution et Napoléon, changeait maintenant de politique. Charles X, héritier de la couronne de France, considérait l'intervention en Grèce comme une obligation morale de secourir les chrétiens grecs.

L'État grec à la fin de la guerre d'indépendance

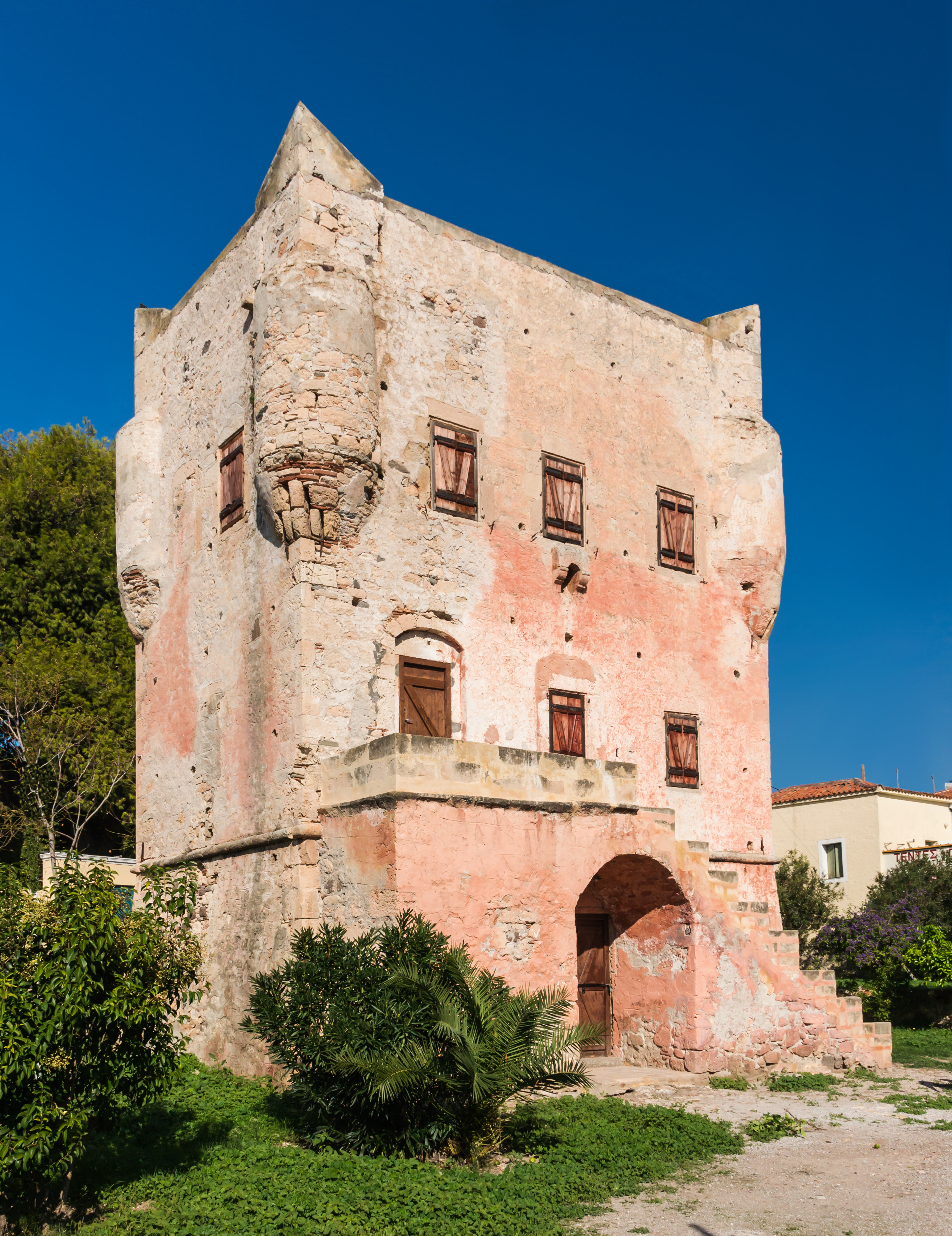
La « Tour de Markelos » à Egine. Ici siégea le 1er gouvernement grec indépendant, en 1826

Le nouveau tsar de Russie, Nicolas Ier, décida de prendre l’initiative ; il adressa à Mahmoud II un ultimatum en mars 1826. Le sultan céda. La Convention d'Akkerman (octobre 1826) accorda aux Russes des avantages commerciaux dans tout l’Empire, et surtout le droit de protection sur la Moldavie, la Valachie et la Serbie. Ce succès russe provoqua la réaction du Royaume-Uni qui suggéra en juillet 1827 une médiation britannique, russe et française entre Grecs et Turcs. Les Grecs n’étaient plus en position de refuser : ils ne contrôlaient plus que Nauplie et Hydra. Le Sultan, en revanche, la rejeta. Les trois puissances menacèrent alors d’intervenir militairement. Elles concentrèrent leurs flottes à Navarin où un incident entraîna la bataille de Navarin et la destruction de la flotte turco-égyptienne (octobre 1827).
La Russie précisa ses intentions auprès de l'Autriche, qui l'accusait de laxisme : « détruire la révolution en Grèce en y établissant un gouvernement compatible avec les vues magnanimes des puissances et le repos de l'Europe ».
Parallèlement, un corps expéditionnaire français débarqua en Morée et obtint le départ d’Ibrahim Pacha. Des troupes russes envahirent les provinces roumaines et s’emparèrent d’Erzurum, à l’Est de la Turquie, et d’Andrinople à l’Ouest (août 1829). Pour éviter une prise de Constantinople par les troupes russes, le Royaume-Uni obtint un règlement diplomatique. Le Sultan avait déjà cédé et signé le traité d’Andrinople (14 septembre 1829) avec la Russie. Ce traité fut complété en février 1830 par la conférence de Londres : l’indépendance de la Grèce était proclamée et garantie par les grandes puissances. Le nouvel État comprenait le Péloponnèse, le Sud de la Roumélie (la frontière allait d’Arta à Volos) et des îles. Cet accord est ratifié par l'Empire ottoman avec le traité de Constantinople en février 1832.
En mai 1827, l’Assemblée nationale de Trézène avait rédigé une troisième constitution et élu Ioánnis Kapodístrias président. Il gouverna de janvier 1828 jusqu’à son assassinat à Nauplie, le 9 octobre 1831. Les trois puissances avaient proposé le trône de Grèce à Léopold de Saxe-Cobourg en 1830 . Mais celui-ci, proche de Kapodistrias qui lui avait décrit les difficultés à gouverner le jeune État, refusa, d'autant plus que les Grecs refusèrent les aménagements constitutionnels qu'il demandait. Léopold devint d'ailleurs en 1831 le premier roi des Belges. On choisit alors le jeune Othon de Wittelsbach, le second fils, alors âgé de 17 ans, du roi de Bavière, Louis Ier. Ce choix fut entériné le 8 août 1832 à Nauplie.

### Chronologie

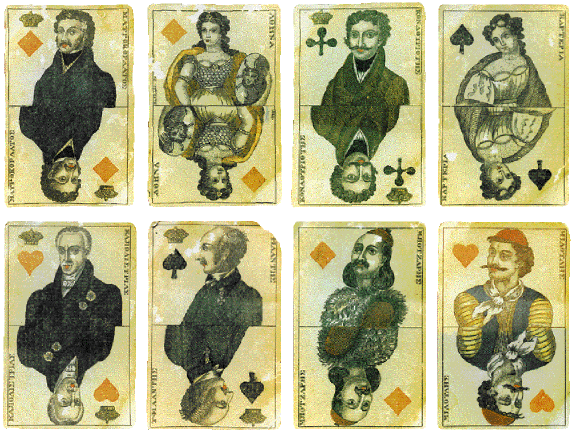
Jeu de carte, publié en 1829 en Hongrie par des immigrants grecs, peu avant la fin de la guerre d'indépendance. Musée d'histoire et d'ethnologie d'Athènes. Ici sont visibles des personnages historiques et des allégories :

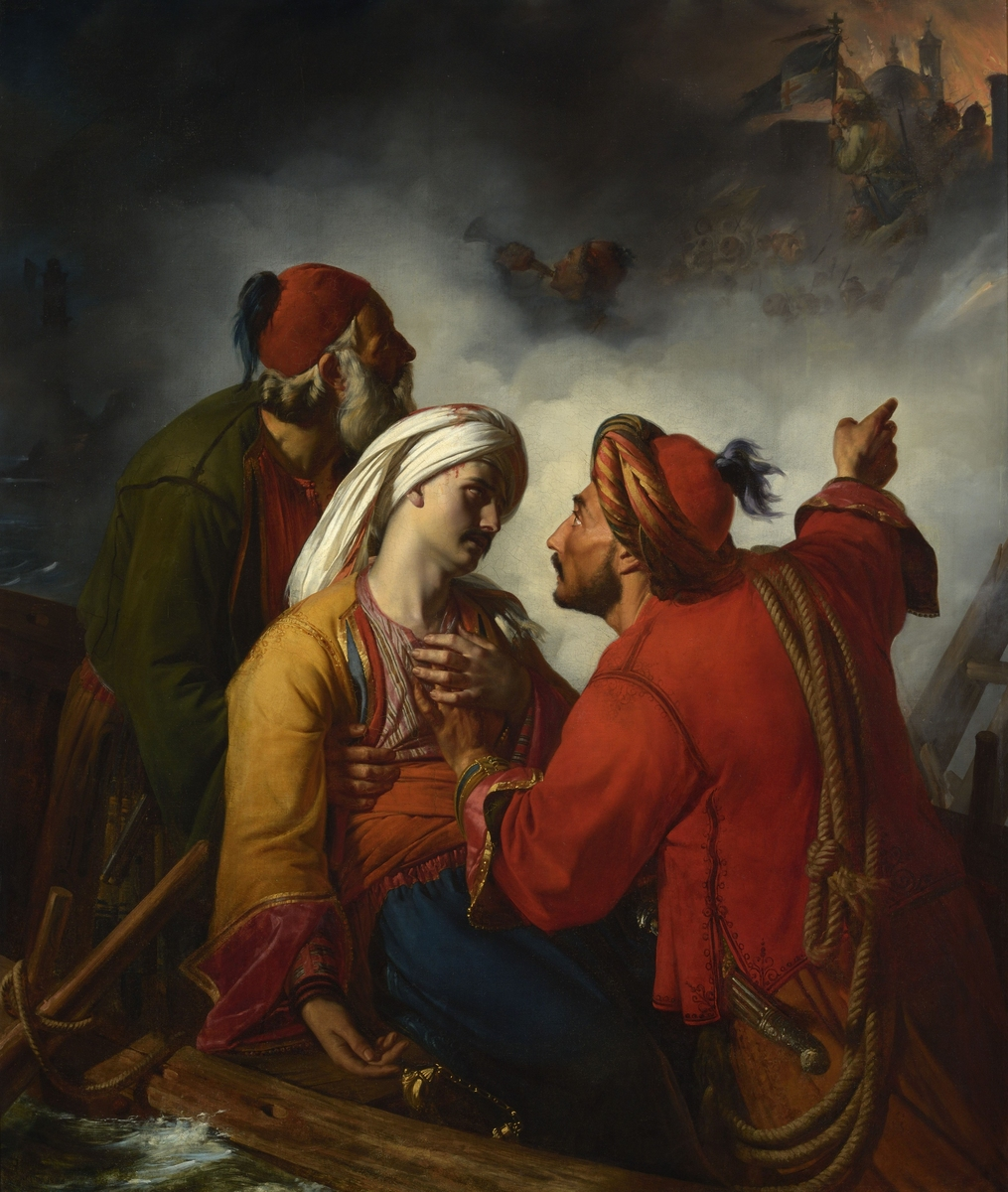
Officier grec blessé, par Claude Bonnefond, (1826), musée des Beaux-Arts de Lyon.

- (1770 : premier événement de révolte, soulèvement du Péloponnèse à l'instigation des Russes (révolution d'Orloff), dans le cadre de la guerre russo-turque de 1768-1774.)
- 6 mars 1821 : révolution de 1821 en Moldavie et Valachie, entrée d'Alexandre Ypsilántis à Jassy.
- 25 mars 1821 : l’archevêque de Patras, Germanos donne le signal de la guerre de libération.
- 23 avril 1821 : bataille d'Alamana, victoire turque en Roumélie orientale.
- mai 1821 : batailles de Valtetsi et Doliana, victoires grecques au cours du siège de Tripolizza dans le Péloponnèse.
- 5 octobre 1821 : chute de Tripolizza.
- décembre 1821 : occupation du mont Athos, fin de la révolution en Chalcidique.
- 12 janvier 1822 : Congrès national d’Epidaure (1re proclamation de l’indépendance grecque).
- Février 1822 : ressaisissement des Turcs.
- Avril 1822 : massacre de Chios par les Turcs.
- Juillet 1822 : bataille de Péta, défaite grecque près d'Arta. Abandon de l'ouest de la Grèce continentale (Épire, Étolie-Acarnanie) par les Grecs au cours de l'automne.
- Août 1822 : bataille des Dervénakia, victoire grecque dans le Péloponnèse.
- 11-12 décembre 1822 : occupation du fort Palamède, prélude à la prise de Nauplie peu après
- 1823 : début des guerres civiles entre Grecs.
- 7 novembre 1823 : reddition de l'Acrocorinthe près un blocus de 9 mois par les Grecs[89]
- début juillet 1824 : massacre de Psará
- mi juillet 1824 : départ de l'expédition d'Ibrahim Pacha depuis Alexandrie, bloquée ensuite par des combats navals dans la mer Égée
- Février 1825 : débarquement d'Ibrahim Pacha et de 20 000 hommes dans l'Ouest du Péloponnèse.
- 8 mai 1825 : bataille de Sphactérie, victoire ottomane, puis prise de Navarin par Ibrahim Pacha et conquête d'une grande partie de la Morée.
- Juin 1825 : attaque-surprise d'Ibrahim contre la capitale Nauplie, qui échoue à la suite de la bataille des Moulins de Nauplie (en).
- 25 avril 1826 : Missolonghi reprise par les Turcs.
- 5 juin 1827 : après la défaite grecque d'Analatos, l'Acropole est reconquise par les Turcs.
- 6 juillet 1827 : l’Angleterre, la France et la Russie font une offre de médiation que le sultan repousse.
- 20 octobre 1827 : bataille navale à Navarin (destruction de la flotte turco-égyptienne par celle anglo-franco-russe).
- Mai 1828 : les Russes envahissent la Turquie.
- 14 septembre 1829 : traité d’Andrinople entre les Turcs et les Russes.
- 3 février 1830 : protocole final du traité de Londres.
- Février 1832 : traité de Constantinople.